# Racismo contra afro-americanos
No contexto do racismo nos Estados Unidos, o racismo contra afro-americanos remonta à era colonial e continua a ser um problema persistente na sociedade americana no século XXI.
Desde a chegada dos primeiros africanos no período colonial até a pós-Guerra Civil Americana, a maior parte dos afro-americanos foi escravizada. Mesmo os afro-americanos livres enfrentaram restrições nas esferas política, social e econômica, sendo sujeitos a linchamentos, segregação, leis discriminatórias como os códigos negros e as leis Jim Crow, tanto antes quanto após a Guerra Civil. Com o movimento pelos direitos civis, a discriminação racial formal foi progressivamente erradicada pelas políticas federais e passou a ser amplamente considerada social e moralmente inaceitável. No entanto, o racismo contra os negros americanos ainda persiste, assim como a desigualdade socioeconômica entre negros e brancos no país. Em 1863, dois anos antes da emancipação, os negros possuíam apenas 0,5% da riqueza nacional, enquanto em 2019 essa porcentagem aumentou para pouco mais de 1,5%.
Pesquisas recentes apontam a presença generalizada de discriminação racial em diversos setores da sociedade americana contemporânea, incluindo no sistema de justiça criminal, empresas, economia, habitação, saúde, mídia e política. De acordo com as Nações Unidas e a Rede de Direitos Humanos dos EUA, "a discriminação nos Estados Unidos permeia todos os aspectos da vida e afeta todas as comunidades de cor”.

## Cidadania e direito de voto

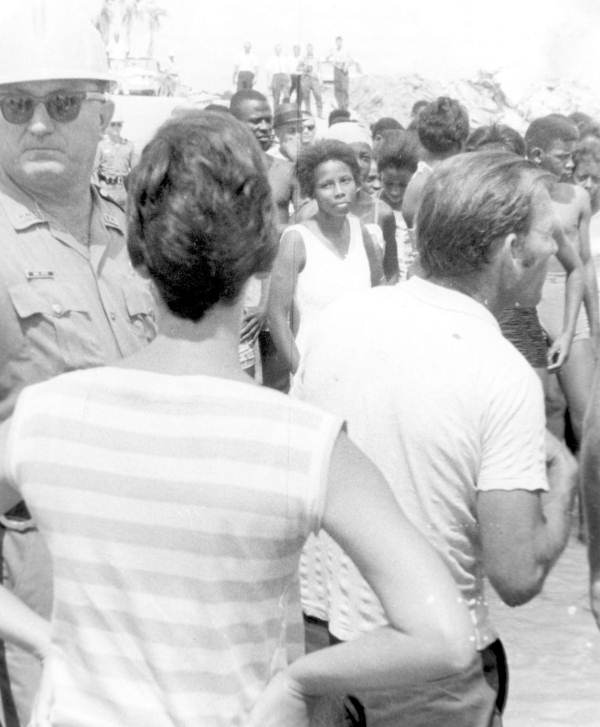
Segregacionistas brancos (em primeiro plano) a tentar impedir os negros de nadar numa praia “só para brancos” em St. Augustine, Florida, em 1964.

A Lei de Naturalização de 1790 estabeleceu as primeiras regras uniformes para a concessão da cidadania nos Estados Unidos por naturalização, restringindo-a a "pessoas brancas livres". Isso excluía os nativos americanos, os servos contratados, os escravizados, os negros livres e, posteriormente, os asiáticos. A cidadania, ou a sua ausência, tinha um impacto significativo sobre diversos direitos legais e políticos, especialmente o direito ao voto, tanto em nível federal quanto estadual, além do direito de ocupar determinados cargos públicos, ser jurado, prestar serviço militar, participar de outras atividades e acessar serviços e benefícios governamentais. A segunda Lei da Milícia de 1792 [en] também estabelecia o alistamento de todos os "cidadãos brancos do sexo masculino, livres e saudáveis". A Constituição do Tennessee de 1834 incluía uma cláusula que afirmava: “os homens brancos livres deste Estado têm o direito de manter e portar armas para sua defesa comum”.
Entretanto, a cidadania não garantia direitos específicos, como o direito de votar. Os afro-americanos, por exemplo, que obtiveram formalmente a cidadania dos Estados Unidos até 1870, foram logo privados de seus direitos [en]. Após 1890, menos de 9.000 dos 147.000 eleitores afro-americanos elegíveis do Mississippi estavam registrados para votar, ou seja, cerca de 6%. Em Louisiana, o número de eleitores afro-americanos registrados caiu de 130.000 em 1896 para 1.342 em 1904, uma redução de cerca de 99%. Eles também foram submetidos aos códigos negros e discriminados nos estados do sul pelas leis Jim Crow. Os esforços de supressão do voto em todo o país, embora frequentemente motivados por razões políticas, afetaram desproporcionalmente os afro-americanos e outras minorias. Em 2016, um em cada 13 afro-americanos em idade de votar foi privado do direito de voto, mais de quatro vezes a taxa de privação para os não afro-americanos. Mais de 7,4% dos afro-americanos adultos tiveram seus direitos cassados, em comparação com 1,8% dos não afro-americanos. Na Flórida, a privação de direitos por condenação criminal desqualifica mais de 10% de seus cidadãos para o resto da vida, sendo que mais de 23% dos cidadãos afro-americanos são afetados.

## PeríodoAntebellum
A escravidão, enquanto forma de trabalho forçado, existiu em várias culturas desde as primeiras civilizações humanas, mas não era intrinsecamente racial. Nos Estados Unidos, no entanto, a escravidão, estabelecida durante a era colonial, se tornou racializada no período da Revolução Americana (1775-1783), quando foi institucionalizada como um sistema de castas raciais baseado na ascendência africana e na cor da pele.

### A escravidão

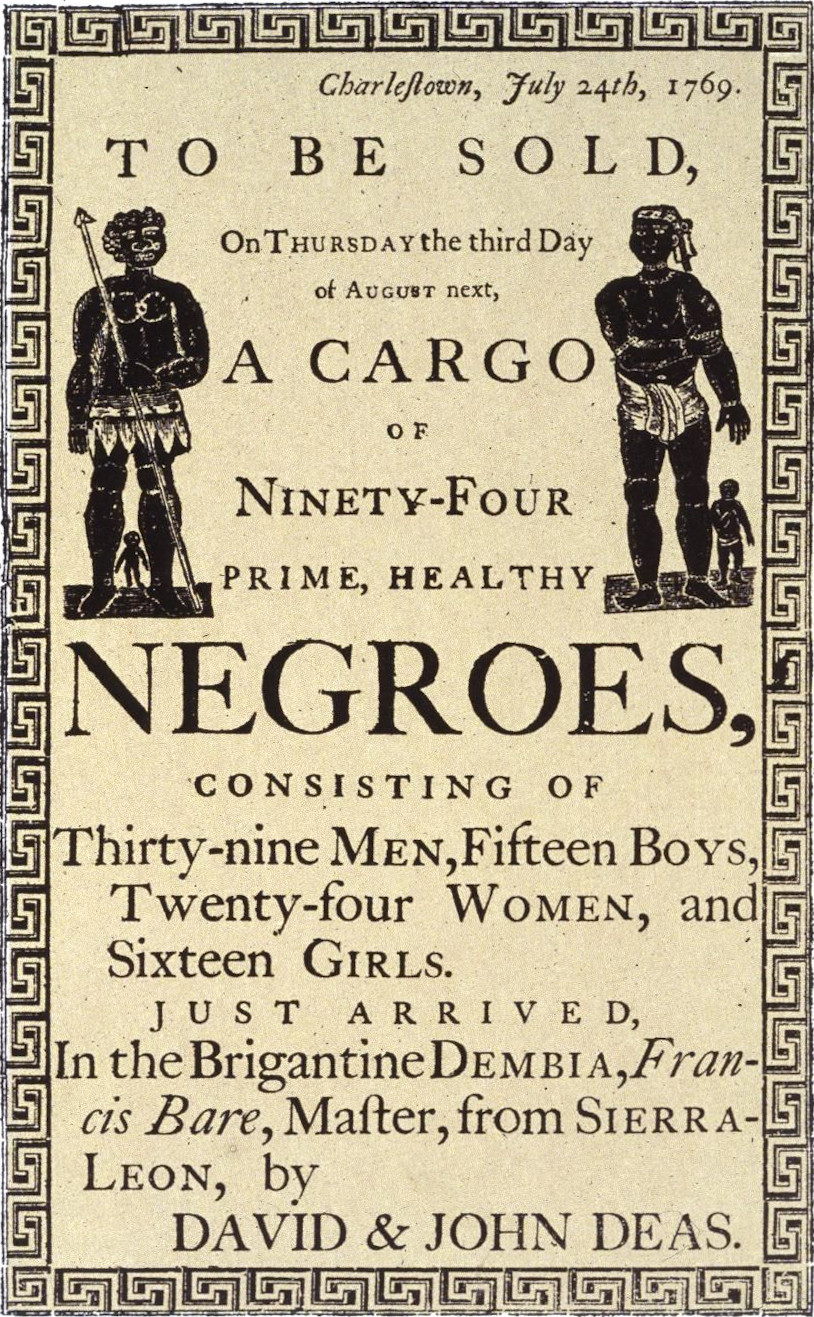
Reprodução de um folheto publicitário de um leilão de escravos em Charleston, Carolina do Sul, em 1769.

O comércio atlântico de escravos prosperou, com mais de 470.000 pessoas trazidas da África para o que hoje são os Estados Unidos entre 1626 e 1860. Antes da Guerra Civil, oito presidentes em exercício eram proprietários de escravos, e a escravidão era protegida pela Constituição dos Estados Unidos. Criando riqueza para a elite branca, cerca de uma em cada quatro famílias sulistas possuía escravizados antes da Guerra Civil. De acordo com o censo de 1860, havia aproximadamente 385.000 proprietários de escravos em uma população branca de cerca de 7 milhões nos estados escravistas. Os americanos brancos envolvidos no comércio de escravos justificavam a exploração econômica dos negros com uma teoria "científica" da superioridade branca e da inferioridade negra. Um desses proprietários de escravos foi Thomas Jefferson, que apelou à ciência para argumentar a “inferioridade” dos negros, considerando-os "inferiores aos brancos nos dons do corpo e da mente". Este argumento é visto como um "estágio importante na evolução do racismo científico".
Grupos de homens brancos armados, conhecidos como patrulhas de escravos, foram formados para monitorar os negros escravizados. Criadas pela primeira vez na Carolina do Sul em 1704 e depois em outros estados escravistas, essas patrulhas tinham a função de policiar os escravizados, especialmente os fugitivos. Os proprietários de escravos temiam revoltas ou rebeliões organizadas e, por isso, foram formadas milícias estaduais para fornecer comando militar e disciplina às patrulhas, com o objetivo de detectar, capturar e esmagar qualquer tentativa de reunião ou revolta entre os escravizados.

### Controle dos negros livres

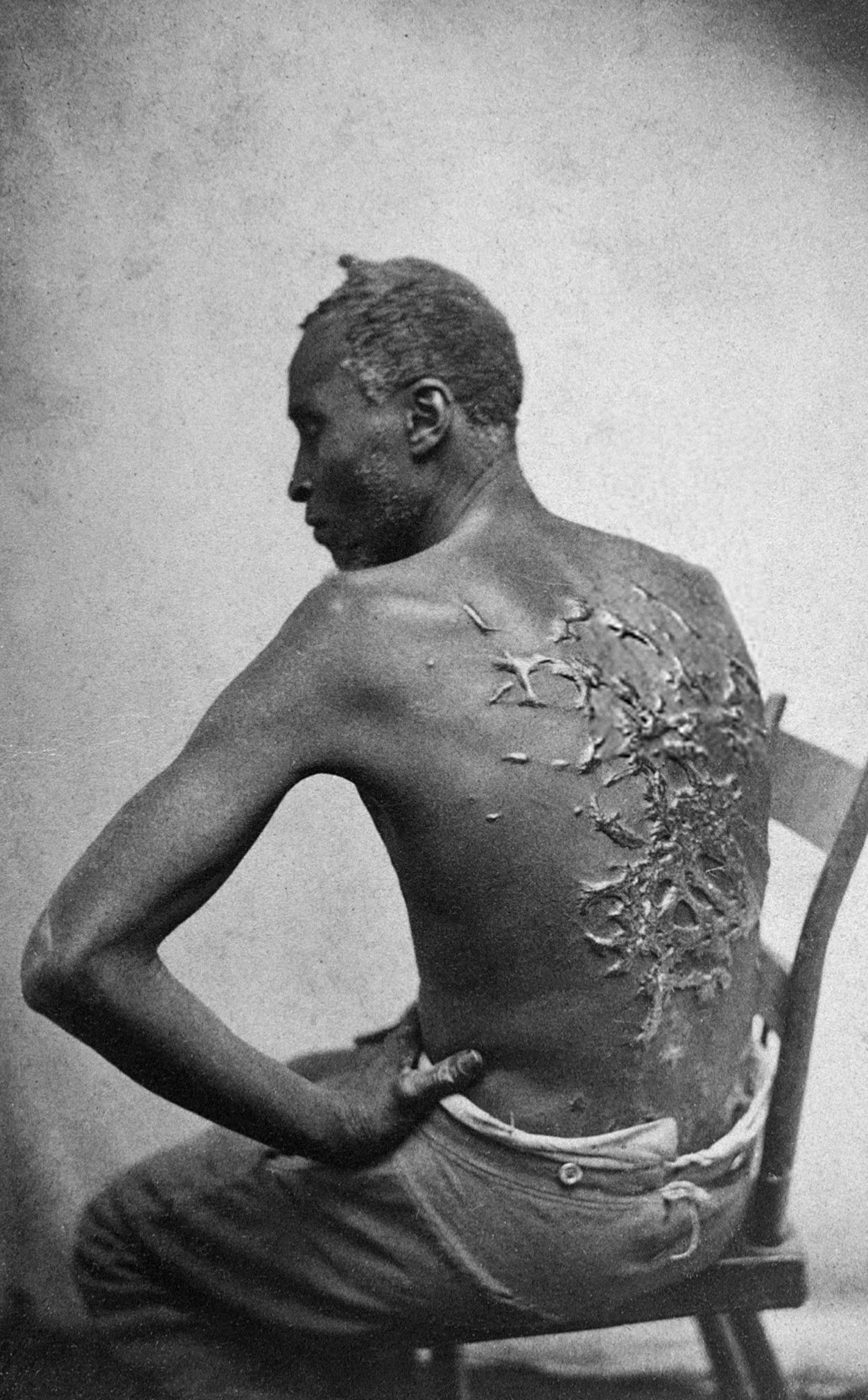
Uma fotografia de Gordon que mostra as cicatrizes acumuladas devido às chicotadas durante a sua escravatura.

Durante as décadas de 1820 e 1830, a Sociedade Americana de Colonização (ACS) propôs uma solução para a presença de negros livres nos Estados Unidos, incentivando-os a emigrar para a África. Em 1821, a ACS fundou a colônia da Libéria e persuadiu milhares de ex-escravos e negros livres a se mudarem para lá. Alguns escravizados foram libertados sob a condição de emigrarem. Os estados escravistas não escondiam seu desejo de se livrar dos negros livres, considerando-os uma ameaça ao seu sistema escravagista, pois poderiam incitar fugas e revoltas. O apoio à ACS era principalmente do sul. O fundador da ACS, Henry Clay, do Kentucky, afirmou que, devido ao “preconceito inconquistável resultante de sua cor, eles nunca poderiam se unir aos brancos livres deste país. Portanto, seria desejável, para o bem deles e da população do país, que fossem eliminados”. Milhares de negros foram reassentados na Libéria, onde formaram um enclave de língua inglesa, mas tiveram dificuldades para se adaptar à vida africana, com muitos deles morrendo de doenças tropicais.

Os governos americanos, dominados por uma ideologia supremacista branca, enfatizavam a subordinação e o controle das populações negras. Em 1824, o Senado da Carolina do Sul [en] aprovou uma resolução que refletia a Cláusula de Supremacia [en] da Constituição dos Estados Unidos. A resolução declarava que o objetivo primordial do governo era evitar a insubordinação entre os cidadãos negros e prevenir possíveis revoltas de escravizados, além de coibir quaisquer causas sociais ou políticas que pudessem levar à insubordinação ou insurreição. A resolução afirmava que esse objetivo deveria prevalecer sobre todas as leis, constituições e acordos nacionais ou internacionais:
Resolveu-se que é dever do Estado proteger-se contra a insubordinação ou insurreição entre nossa população de cor, ou controlar e regular qualquer causa que possa estimulá-la ou produzi-la, assim como proteger-se contra qualquer outro mal, político ou físico, que possa nos atacar. Esse dever é primordial para todas as leis, todos os tratados e todas as constituições. Ele decorre da lei suprema e permanente da natureza, a lei da autopreservação; e nunca será, por esse estado, renunciado, comprometido, controlado ou participado de qualquer poder que seja.

### Comércio doméstico de escravos
A importação de escravizados para os Estados Unidos foi proibida por lei federal a partir de 1808, mas o contrabando continuou, com o último navio conhecido a transportar africanos escravizados sendo o  Clotilda, em 1859 ou 1860. No entanto, o comércio doméstico de escravizados continuou a ser uma atividade econômica significativa. Estados como Maryland e Virgínia exportavam excedentes de escravizados para o sul, e membros de famílias escravizadas podiam ser separados — ou seja, vendidos — de maneira permanente, sem a possibilidade de se reencontrarem. Entre 1830 e 1840, cerca de 250.000 escravizados foram movidos entre estados. Na década de 1850, esse número aumentou para mais de 193.000, e os historiadores estimam que, no total, quase um milhão de pessoas foram comercializadas dentro do território dos Estados Unidos.
O historiador Ira Berlin [en] denominou essa migração forçada de escravizados como a “Segunda Passagem do Meio”, uma referência à Passagem do Meio [en], que descrevia o transporte de escravizados da África para a América do Norte. As vendas de escravizados desestruturaram muitas famílias, e Berlin observou que, independentemente de os indivíduos terem sido diretamente deslocados ou vivenciado o constante medo de que suas famílias pudessem ser separadas, "a deportação em massa traumatizou os negros". Muitos perderam o vínculo com seus parentes e grupos étnicos. Além disso, como os primeiros colonizadores misturavam escravizados de diferentes tribos africanas, muitos africanos perderam o conhecimento de suas origens tribais na África. A maioria dos escravizados, no entanto, era descendente de famílias que estavam nos Estados Unidos há várias gerações.

## Guerra civil e emancipação

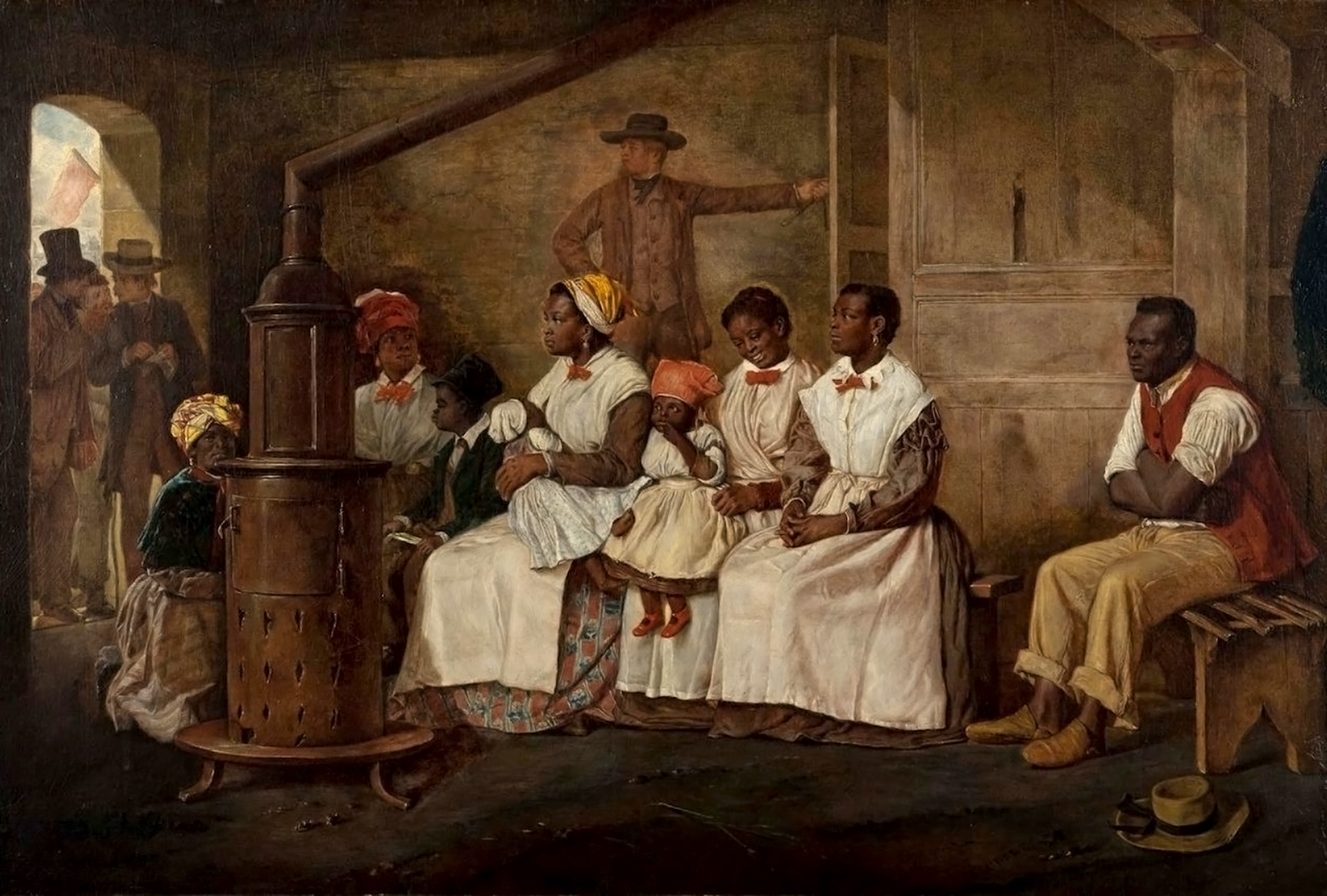
Escravos esperando para serem vendidos: Richmond, Virgínia, 1853.

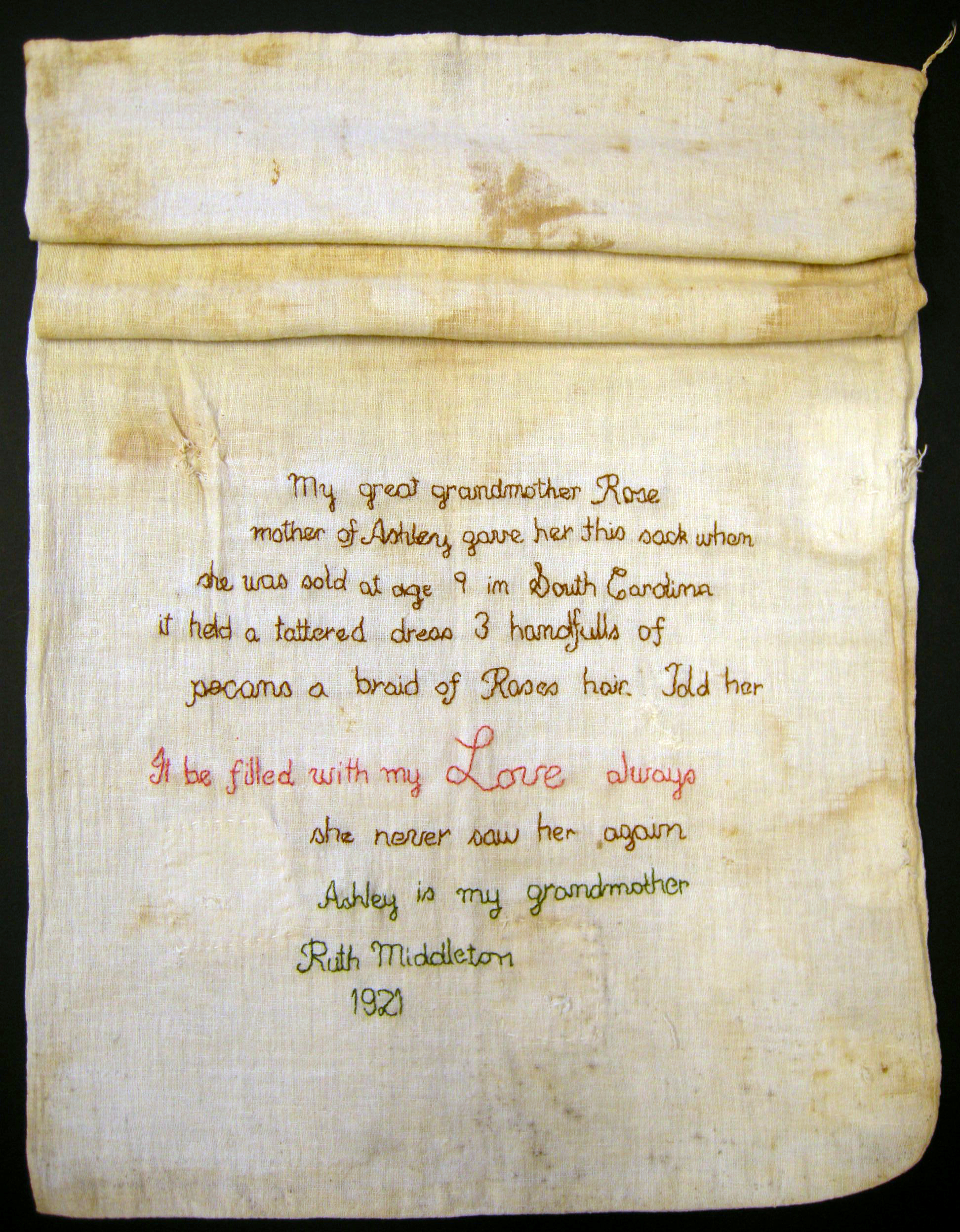
Ashley's Sack, um tecido que narra uma venda de escravos que separa uma mãe e sua filha. O saco pertencia a uma menina de nove anos, Ashley. Foi um presente de despedida de sua mãe, Rose, depois que Ashley foi vendida. Rose encheu o saco com um vestido, uma trança de seu cabelo, nozes e “meu amor para sempre”.

Durante a Guerra Civil Americana, a Lei da Milícia de 1862 permitiu, pela primeira vez, que afro-americanos servissem nas milícias da União como soldados. No entanto, os soldados negros enfrentaram discriminação, especialmente em relação ao pagamento, recebendo metade do valor dos soldados brancos. Além disso, as unidades de afro-americanos eram frequentemente designadas para trabalhos braçais, em vez de missões de combate. O general Daniel Ullman [en], comandante das tropas de cor dos Estados Unidos, expressou sua preocupação ao afirmar: “Temo que muitos oficiais de alto escalão fora de Washington não tenham outra intenção senão a de que esses homens sejam usados como escavadores e trabalhadores braçais”. Os afro-americanos foram organizados em regimentos de cor, e, ao final da guerra, em abril de 1865, 175 regimentos de negros representavam cerca de um décimo do Exército da União. Aproximadamente 20% dos soldados negros morreram durante a guerra, um número cerca de 35% maior do que o das tropas brancas da União. No entanto, a Lei da Milícia de 1862 não permitiu o serviço militar para todas as raças, restringindo-o aos afro-americanos. No Exército Confederado, homens não brancos eram proibidos de servir como soldados.
A Proclamação de Emancipação, emitida pelo presidente Abraham Lincoln e que entrou em vigor em 1º de janeiro de 1863, marcou uma mudança na posição do governo federal sobre a escravidão. Até então, o governo federal não havia assumido uma posição pró-emancipação e só o fez em 1862, após a saída dos membros sulistas do Congresso. Embora a proclamação tenha sido bem recebida pelos abolicionistas, sua aplicação era limitada. Ela não afetava, por exemplo, os quase 500.000 escravizados nos estados fronteiriços que mantinham a escravidão, como Delaware, Kentucky, Maryland, Missouri e no recém-criado estado da Virgínia Ocidental, nem partes da Louisiana e Virgínia ocupadas pelas forças da União. Nesses locais, a escravidão permaneceu legal até ser abolida por meio de ação estadual ou pela ratificação da Décima Terceira Emenda, em dezembro de 1865.
Embora pessoalmente contrário à escravidão, Lincoln aceitou o entendimento de que a Constituição não concedia ao Congresso poder para abolir a escravidão. Porém, como Comandante-em-Chefe do Exército e da Marinha, ele considerou que uma ação militar contra os estados rebeldes poderia ser um passo válido para derrotá-los. O Sul interpretou a Proclamação de Emancipação como um ato hostil, mas ela permitiu que Lincoln abolisse a escravidão de forma limitada, sem gerar resistência das forças antiabolicionistas dentro da União.
Os escravizados não foram libertados imediatamente pela proclamação, mas, à medida que os exércitos da União avançaram, mais pessoas foram libertadas.
Em 1865, cerca de quatro milhões de afro-americanos foram libertados. A maioria deles vivia no Sul, representando 95% da população negra, enquanto apenas 5% residiam no Norte. Como resultado, o temor de uma eventual emancipação era muito maior no Sul do que no Norte. De acordo com os números do censo de 1860, 8% dos homens com idade entre 13 e 43 anos morreram durante a Guerra Civil, sendo 6% no Norte e 18% no Sul.
Embora a Décima Terceira Emenda tenha abolido formalmente a escravidão em todos os Estados Unidos, muitos afro-americanos, especialmente no Sul, foram forçados a trabalhar em condições de trabalho involuntário, por meio de Códigos Negros que restringiam sua liberdade e os obrigavam a trabalhar por baixos salários, além de usar a exceção da Emenda, que permitia a escravidão como punição por crime. Eles também continuaram sujeitos à violência da supremacia branca e à aplicação seletiva das leis.
Os programas de redistribuição de terras, como a Lei de Propriedade Rural, foram, na maioria das vezes, inacessíveis para afro-americanos ou sujeitos a intensas reações racistas. No entanto, alguns conseguiram obter terras.

## Da Era da Reconstrução à Segunda Guerra Mundial

### Era da Reconstrução

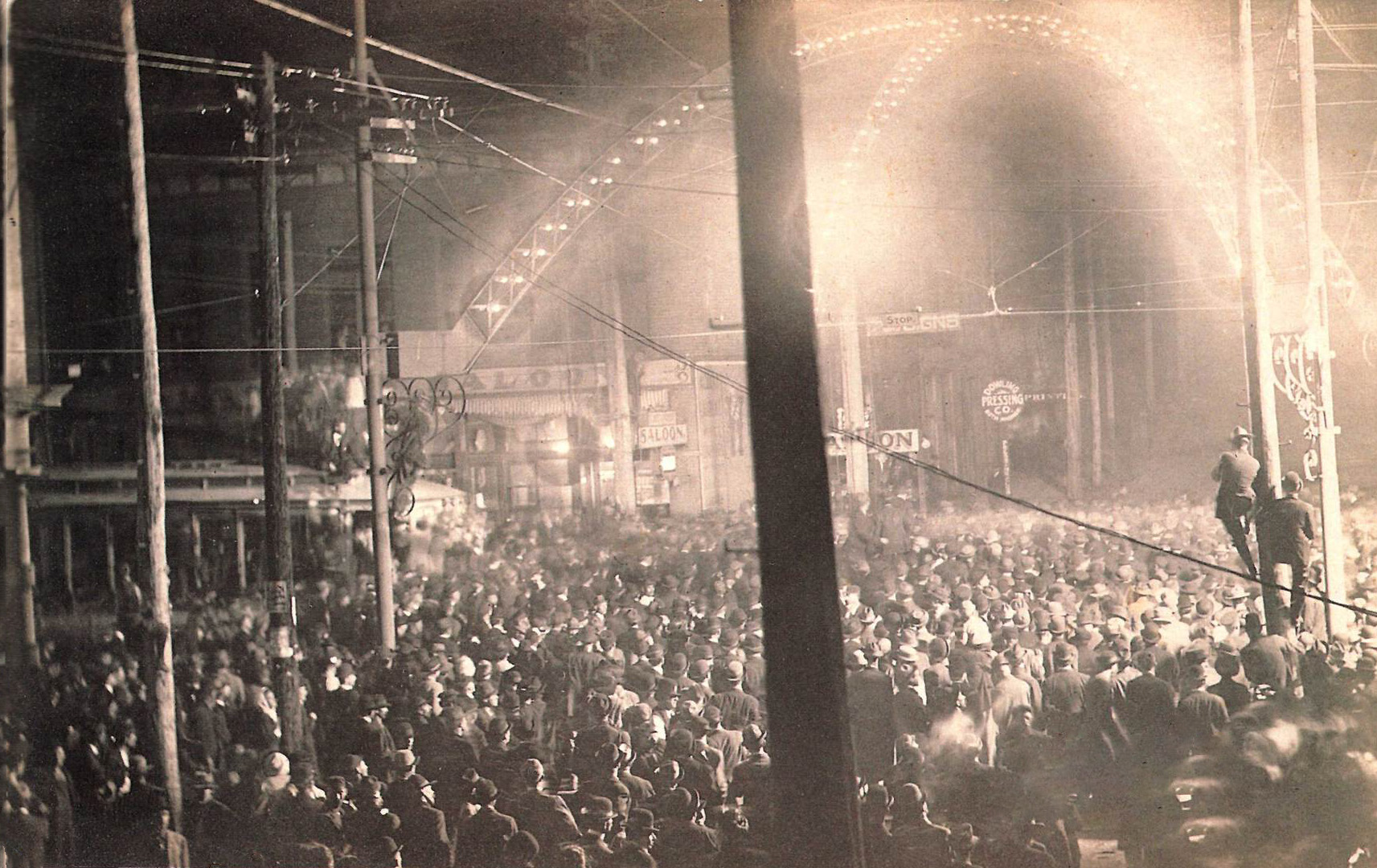
O linchamento de Will James em estilo de multidão, Cairo, Illinois, 1909. Uma multidão de milhares de pessoas assistiu ao linchamento.

Após a Guerra Civil, a 13ª Emenda, que aboliu formalmente a escravidão, foi ratificada em 6 de dezembro de 1865. No ano seguinte, o Congresso aprovou a Lei dos Direitos Civis de 1866 [en], que concedia uma série de direitos civis a todas as pessoas nascidas nos Estados Unidos. No entanto, o surgimento dos Códigos Negros sancionou atos de subjugação contra os afro-americanos, continuando a impedir que eles exercessem plenamente seus direitos civis. A Lei de Naturalização de 1790 havia concedido a cidadania americana apenas aos brancos, e, em 1868, a 14ª Emenda foi adotada, garantindo cidadania a "todas as pessoas nascidas ou naturalizadas nos Estados Unidos", independentemente da raça. Em seguida, a Lei dos Direitos Civis de 1875 [en] foi aprovada, mas posteriormente anulada em uma decisão judicial que enfraqueceu o poder federal de combater a discriminação racial privada. Contudo, a última emenda da Era da Reconstrução, a 15ª Emenda, garantiu o direito de voto aos homens afro-americanos (anteriormente, apenas homens brancos com posses podiam votar). Com esses avanços federais, os afro-americanos começaram a usufruir da emancipação, participando das eleições, buscando cargos públicos e acessando a educação pública.
No entanto, ao final da Reconstrução, por volta da década de 1870, supremacistas brancos tomaram o poder com o apoio de grupos paramilitares como os Camisas Vermelhas e a Liga Branca, impondo as leis Jim Crow. Essas leis retiraram dos afro-americanos o direito de voto, implementando políticas sistêmicas e discriminatórias de segregação racial. A segregação, que havia se iniciado com a escravidão, foi perpetuada pelas leis Jim Crow e pela sinalização que delimitava onde os negros poderiam andar, falar, beber, descansar ou comer. Nos locais que atendiam pessoas de diferentes raças, os não-brancos tinham que esperar até que todos os clientes brancos fossem atendidos. A segregação também se estendia a escolas, hospitais, parques e até cemitérios, criando uma divisão legalizada entre brancos e não-brancos.
Além disso, as leis contra a miscigenação [en], que proibiam o casamento e, em alguns casos, até relações sexuais entre brancos e não-brancos (principalmente negros, mas também índios e asiáticos), estavam em vigor na maioria dos estados até o século XX, mesmo em estados que apoiaram a abolição da escravidão. Essas leis persistiram até 1967, quando, no caso Loving v. Virginia, a Suprema Corte dos Estados Unidos decidiu por unanimidade que as leis contra a miscigenação eram inconstitucionais.

### Era pós-reconstrução

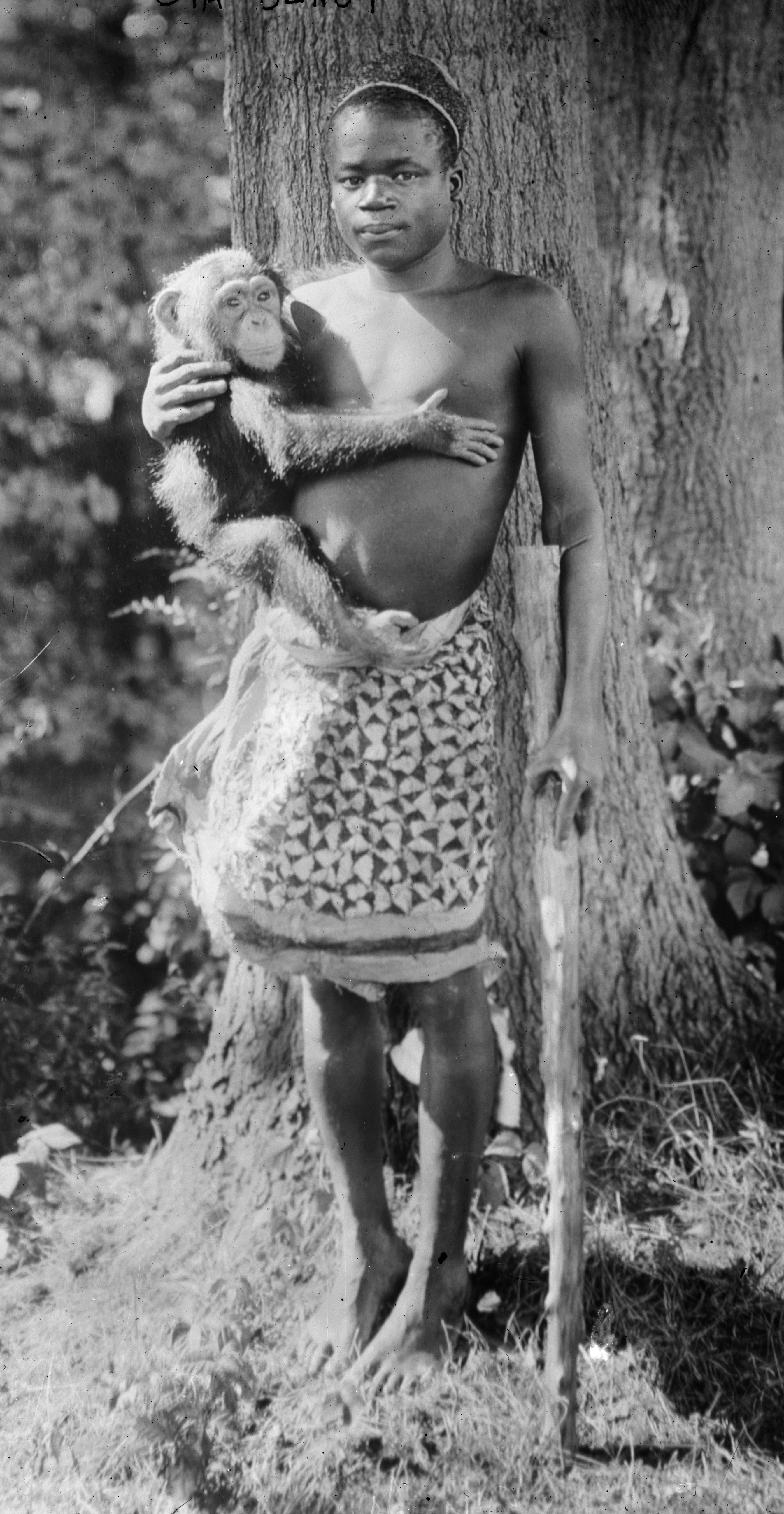
Ota Benga foi exibido na Monkey House do Zoológico do Bronx, em Nova York, em 1906.

O novo século testemunhou o endurecimento do racismo institucionalizado e da discriminação legal contra os cidadãos de ascendência africana nos Estados Unidos. Ao longo de todo o período pós-Guerra Civil, a estratificação racial foi aplicada de maneira formal e sistêmica para consolidar a ordem social preexistente. Embora tecnicamente os afro-americanos pudessem votar, a participação eleitoral foi amplamente limitada por uma série de barreiras, incluindo atos de terrorismo como linchamentos, muitas vezes perpetrados por grupos de ódio, como a Ku Klux Klan, fundada no Sul durante a Reconstrução. Além disso, leis discriminatórias, como as "cláusulas de avô", impediram os negros (e muitos brancos pobres) de exercerem seus direitos, principalmente no Sul. A discriminação também se estendeu à legislação estadual que alocava de maneira desigual os recursos financeiros para escolas destinadas aos negros e brancos. Em alguns casos, as autoridades do condado redirecionavam recursos destinados às escolas negras para instituições brancas, prejudicando ainda mais as oportunidades educacionais dos afro-americanos.
Em resposta a esse racismo institucionalizado, surgiram grupos de protesto e de lobby, sendo a Associação Nacional para o Progresso de Pessoas de Cor (NAACP) fundada em 1909 como uma das organizações mais proeminentes na luta pelos direitos civis.

Este período é frequentemente referido como o "nadir" das relações raciais nos Estados Unidos, devido ao aumento do racismo, da segregação, da discriminação racial e das expressões de supremacia branca. A violência contra os negros também aumentou significativamente, com motins raciais e massacres, como o motim racial de Atlanta de 1906, o  massacre de Elaine de 1919, o massacre racial de Tulsa de 1921 e o massacre de Rosewood de 1923. O motim de Atlanta foi descrito como um "massacre racial de negros" pelo jornal francês Le Petit Journal. Em resposta às rebeliões de Atlanta, o Charleston News and Courier [en] publicou o seguinte comentário:
A separação das raças é a única solução radical para o problema dos negros neste país. Não há nada de novo nisso. Foi o Todo-Poderoso quem estabeleceu os limites da habitação das raças. Os negros foram trazidos para cá por compulsão; eles devem ser induzidos a sair daqui por persuasão.

### Grande migração

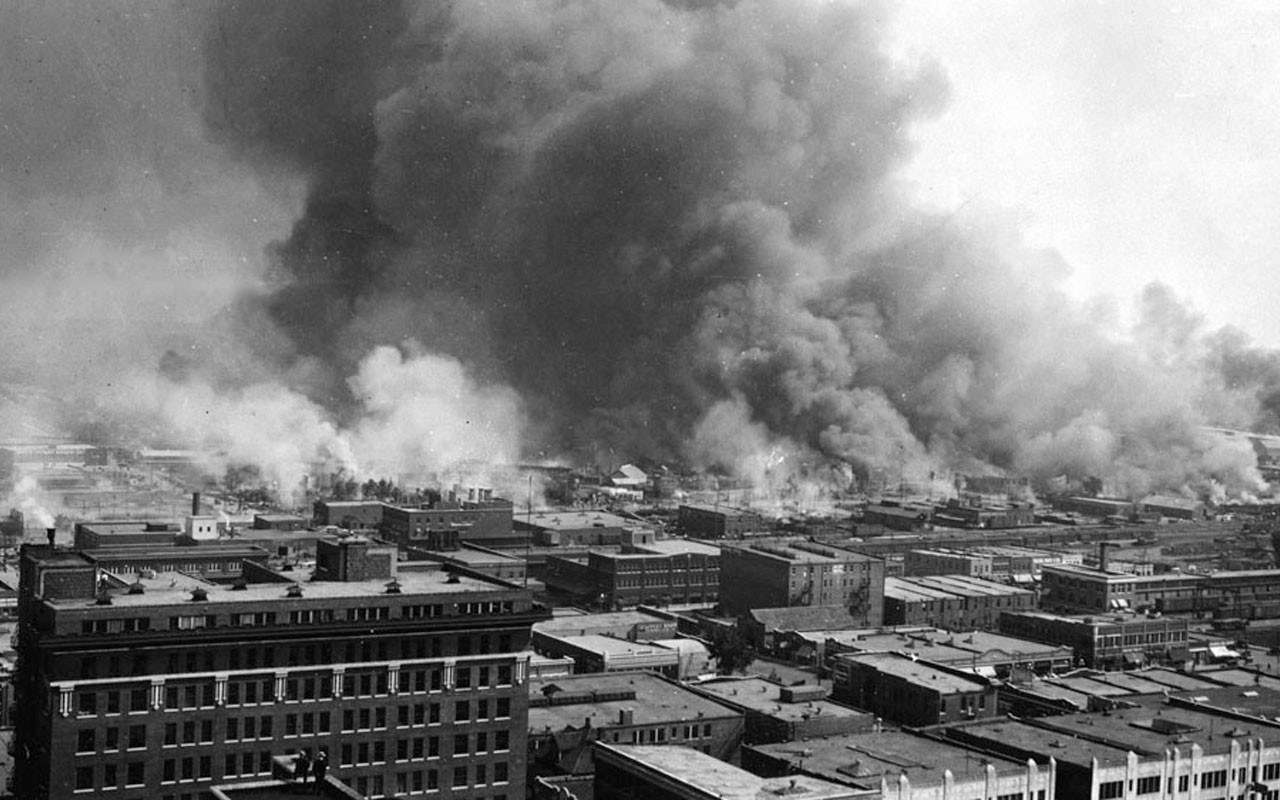
Durante o massacre racial de Tulsa, em 1921, milhares de brancos invadiram a comunidade negra, matando homens e mulheres, queimando e saqueando lojas e casas. Estima-se que 300 pessoas tenham sido mortas.

O racismo, que anteriormente era visto como um problema restrito aos estados do Sul, passou a ser reconhecido como uma questão nacional após a Grande Migração. Esse movimento envolveu a realocação de milhões de afro-americanos, que deixaram as áreas rurais do Sul para se estabelecer nas regiões industriais do Norte e do Oeste, entre 1910 e 1970. Cidades como Boston, St. Louis, Chicago, Detroit, Nova York (especialmente Harlem), Cleveland, Los Angeles, Oakland, Seattle, Phoenix e Denver receberam um grande número de migrantes. Em Chicago, por exemplo, a proporção de afro-americanos na população saltou de 2% em 1910 para 32,7% em 1970.

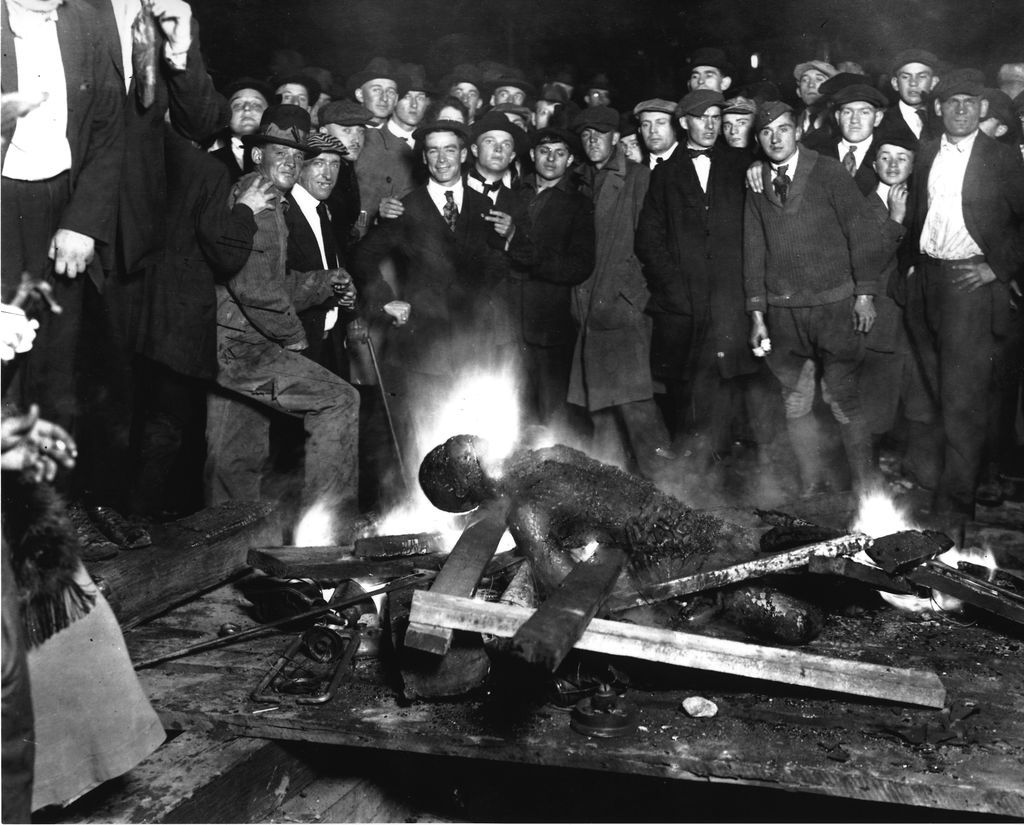
Um grupo de homens brancos posa para uma fotografia de 1919, enquanto se posiciona sobre o corpo de Will Brown, vítima de linchamento de negros, antes de decidir mutilá-lo e queimá-lo durante o motim racial de Omaha em 1919, em Omaha, Nebraska. Fotografias e cartões postais de linchamentos eram lembranças populares nos EUA.

O estudo das condições econômicas e demográficas que impulsionaram a migração revela fatores determinantes, como a maior escolaridade dos migrantes (especialmente entre 1910 e 1920) em comparação aos negros que permaneceram no Sul. A mudança foi, em grande parte, impulsionada por fatores econômicos, como a destruição da economia agrícola do Sul, especialmente a cultura do algodão, devido ao ataque do gorgulho.
Ao chegar ao Norte e ao Oeste, os afro-americanos ainda enfrentaram discriminação racial, que, em muitos casos, era estruturada de acordo com a estratificação racial do Sul. O rápido aumento da população negra nas cidades do Norte e do Oeste perturbou o equilíbrio racial nessas regiões, exacerbando a hostilidade entre negros e brancos. Esquemas estereotipados de negros sulistas foram usados para associar problemas urbanos, como crimes e doenças, à presença de afro-americanos. Em muitos aspectos, os afro-americanos nas cidades do Norte e Oeste continuaram a sofrer discriminação sistêmica, especialmente no mercado de trabalho, onde as oportunidades econômicas eram limitadas a cargos de baixo status e pouca mobilidade social. O reverendo Matthew Anderson, em 1900, na Conferência Anual de Negros de Hampton, afirmou: “As linhas ao longo da maioria das avenidas de ganho de salário são mais rigidamente traçadas no Norte do que no Sul. Parece haver um esforço aparente em todo o Norte, especialmente nas cidades, para excluir o trabalhador de cor de todas as vias de trabalho com maior remuneração, o que torna mais difícil melhorar sua condição econômica do que no Sul”.

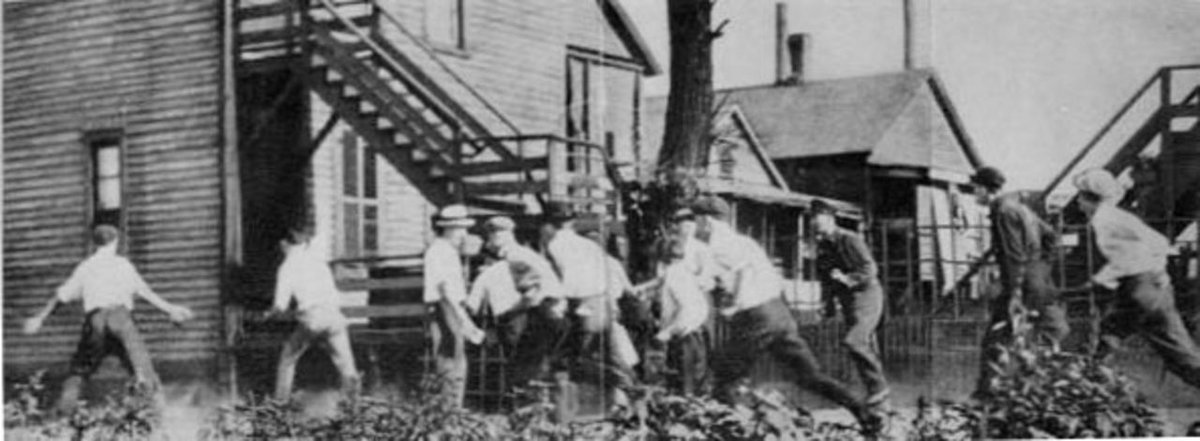
Uma gangue branca à procura de negros durante o motim racial de Chicago em 1919.

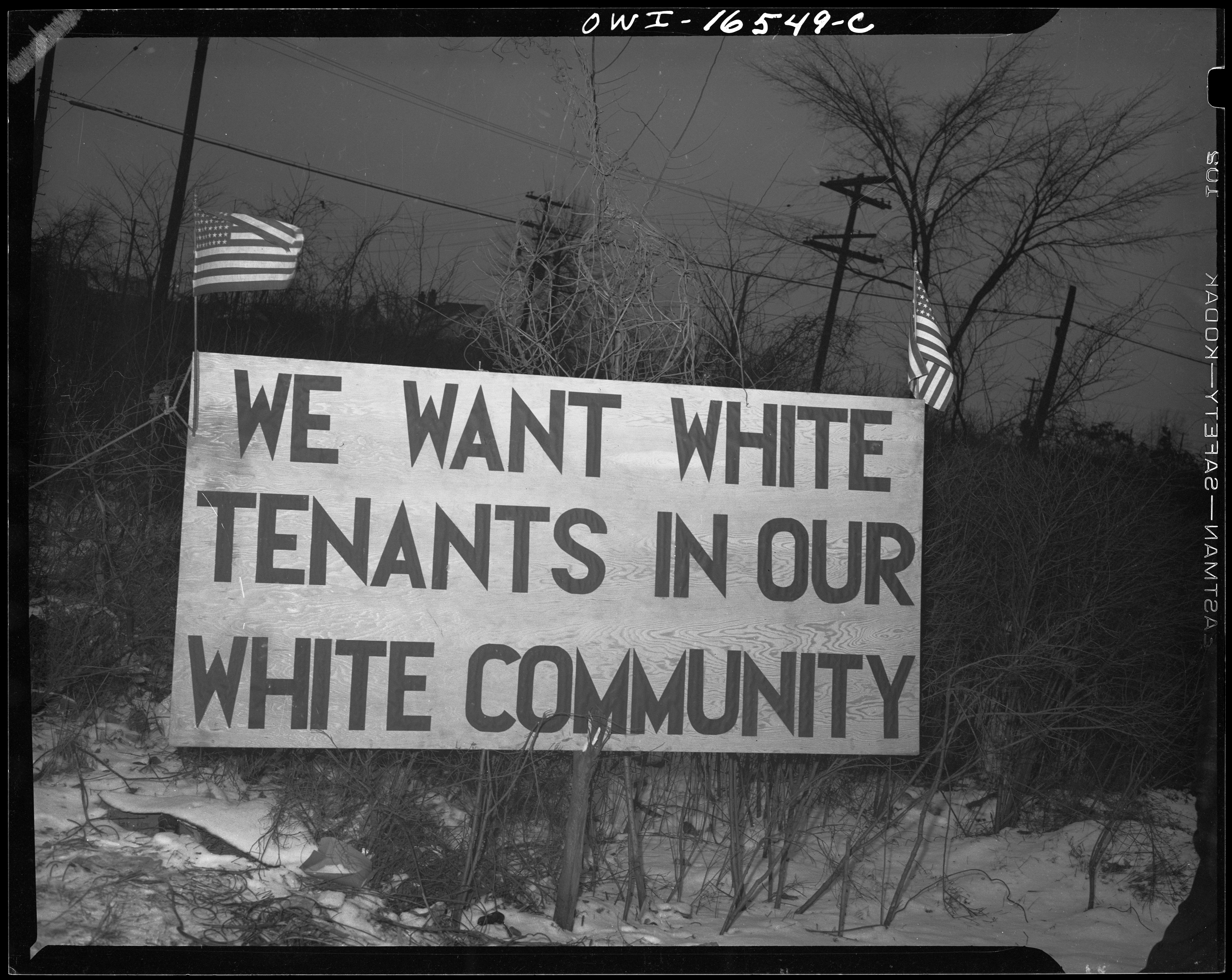
Os inquilinos brancos que queriam impedir que os negros se mudassem para o projeto habitacional ergueram essa placa. Detroit, 1942.

No mercado imobiliário, medidas discriminatórias, como convenções de exclusão, redlining (prática de negar crédito e serviços financeiros a bairros predominantemente negros) e violência direcionada, foram intensificadas com o influxo de migrantes. Um exemplo simbólico dessa discriminação foi o Cotton Club no Harlem, um famoso clube da década de 1920 em Nova York, que, embora apresentasse artistas negros, era um estabelecimento exclusivo para brancos.
Durante esse período, tensões raciais aumentaram, culminando em violência em várias cidades, especialmente em Chicago. Os linchamentos, frequentemente motivados por racismo, aumentaram drasticamente nas décadas de 1910 e 1920. Os tumultos urbanos, com brancos atacando negros, tornaram-se mais frequentes, principalmente no Norte e no Oeste. Muitos brancos responderam com violência, intimidação ou táticas legais contra os afro-americanos, enquanto outros migraram para áreas suburbanas ou exurbanas, em um processo conhecido como “fuga dos brancos”. A segregação residencial foi formalizada por meio de convenções raciais restritivas, que foram consideradas inconstitucionais pela Suprema Corte no caso Shelley v. Kraemer, em 1948, com base na Décima Quarta Emenda.
O presidente Woodrow Wilson, eleito em 1912, autorizou a prática da segregação racial em toda a burocracia federal. Durante a Primeira Guerra Mundial, os afro-americanos que serviram nas Forças Armadas dos Estados Unidos eram designados para unidades segregadas, frequentemente mal treinados, mal equipados e colocados em missões perigosas. As forças armadas dos EUA continuaram segregadas durante a Segunda Guerra Mundial, e, curiosamente, nenhum afro-americano recebeu a Medalha de Honra durante o conflito. Além disso, os soldados negros que viajavam de trem muitas vezes eram obrigados a ceder seus assentos aos prisioneiros de guerra nazistas.

## Da Segunda Guerra Mundial ao movimento pelos direitos civis

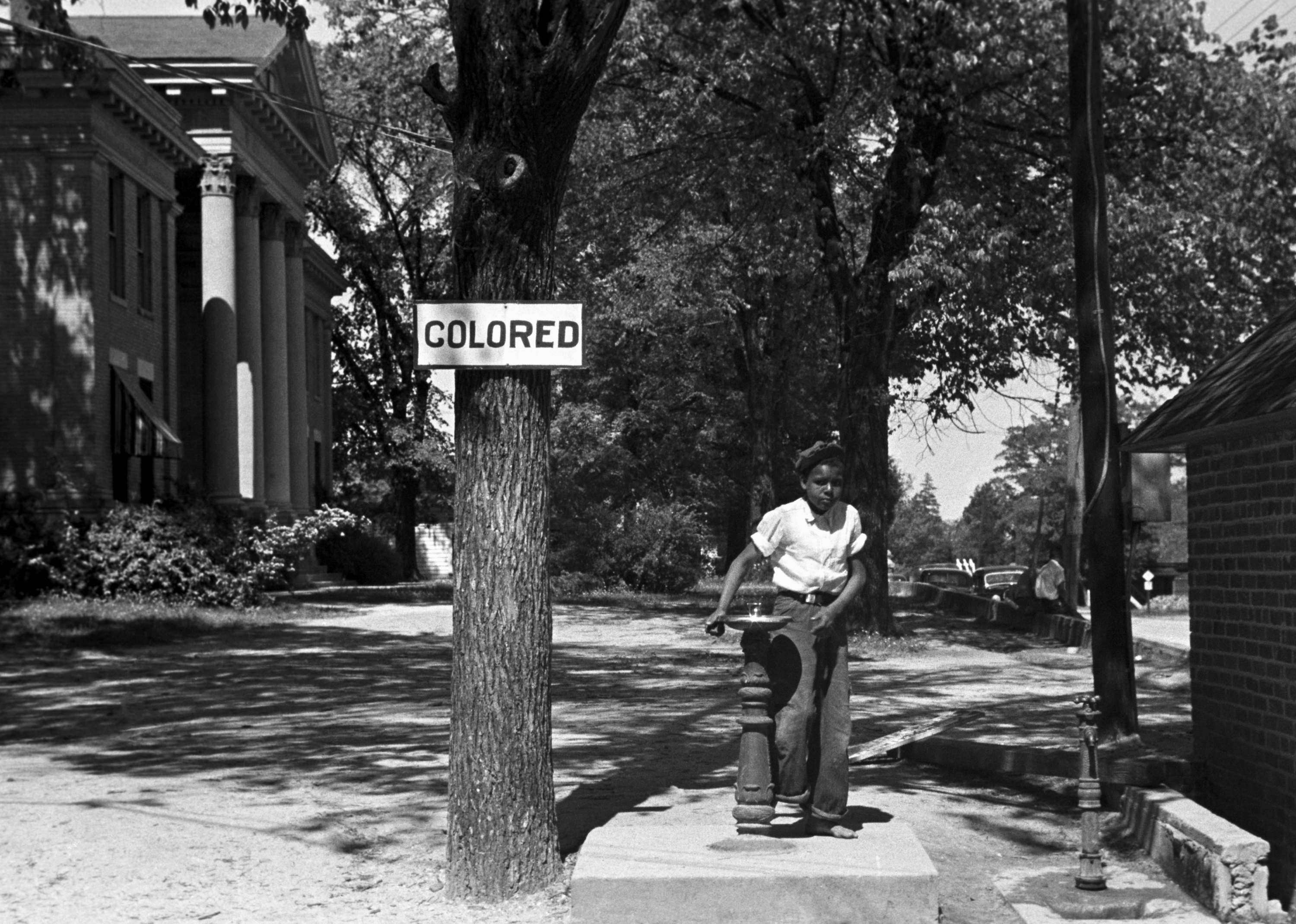
Um jovem negro em um bebedouro segregado (“de cor”) em Halifax, Carolina do Norte, em 1938.

As leis Jim Crow foram legislações estaduais e locais que vigoraram nos estados do sul e na fronteira dos Estados Unidos entre 1876 e 1965. Elas estabeleciam um status de "separados, mas iguais" para os afro-americanos, mas, na prática, resultaram em tratamentos e acomodações quase sempre inferiores aos oferecidos aos brancos. As leis mais significativas exigiam que as escolas públicas, os espaços públicos e o transporte público, como trens e ônibus, tivessem instalações separadas para brancos e negros. A segregação escolar patrocinada pelo Estado foi considerada inconstitucional pela Suprema Corte dos EUA em 1954 no caso Brown v. Board of Education. Um dos primeiros processos judiciais federais que contestaram a segregação nas escolas foi Mendez v. Westminster [en] em 1946.
O acesso a benefícios públicos também era um problema significativo para os afro-americanos, que foram excluídos da maioria dos ganhos conquistados pelos brancos por meio de programas como o G.I. Bill [en], após a Segunda Guerra Mundial. Durante a Grande Depressão, a maioria das mulheres trabalhadoras negras e muitos homens negros também foram excluídos de programas do New Deal, como o seguro-desemprego e a Previdência Social.

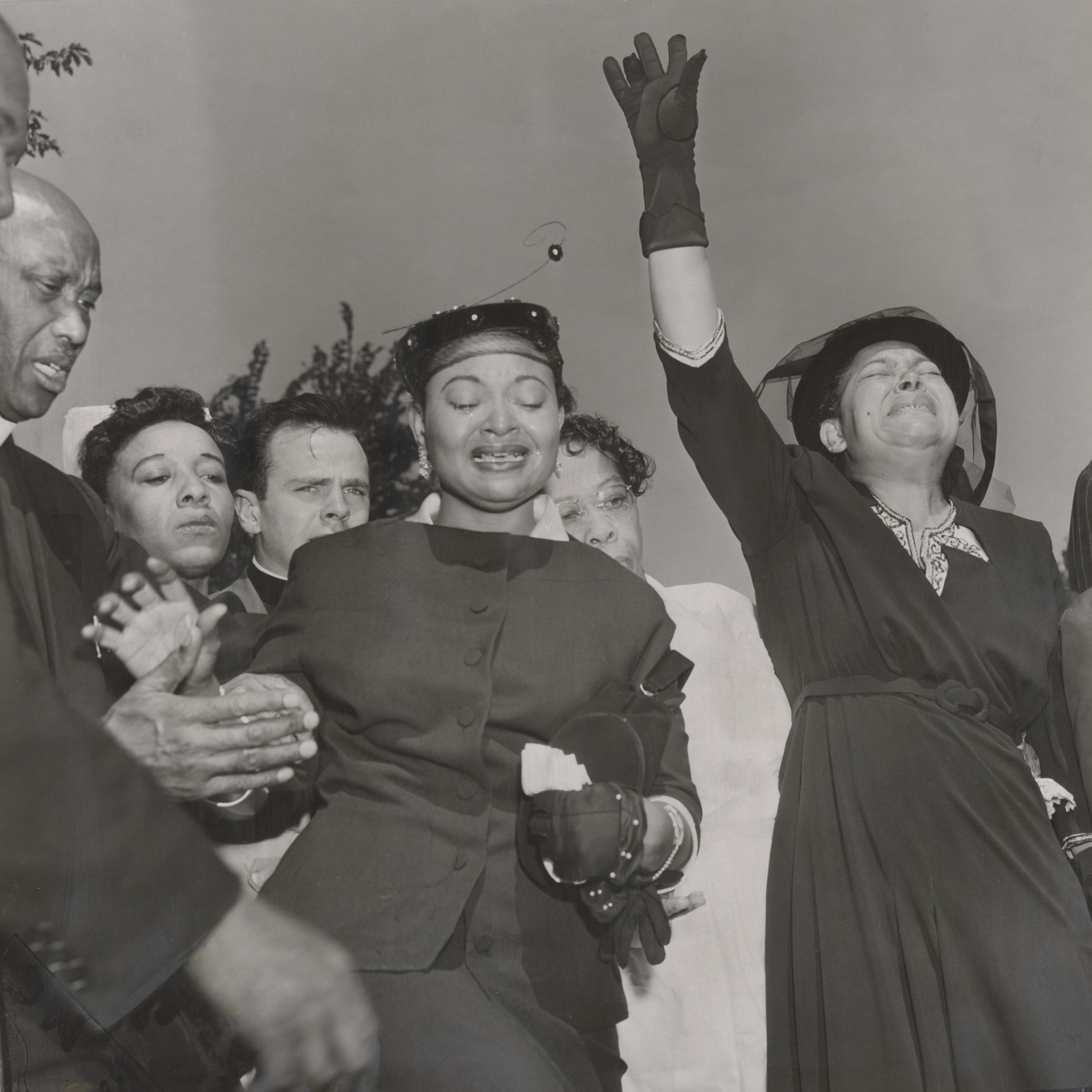
A mãe de Emmett Till, Mamie (ao centro), no funeral do filho em 1955. Till foi morto por homens brancos depois de uma mulher branca o ter acusado de a ter ofendido na mercearia da sua família.

Na década de 1950, o Movimento pelos Direitos Civis começou a ganhar força. Em 1955, o linchamento de Emmett Till, um jovem de 14 anos de Chicago, causou grande indignação pública. Till estava passando o verão com seus parentes em Money [en], Mississippi, e foi morto sob a alegação de ter assobiado para uma mulher branca. Seu corpo foi brutalmente espancado e jogado no rio Tallahatchie [en] com um ventilador de descaroçador de algodão amarrado ao pescoço com arame farpado. A mãe de Emmett, Mamie Till, insistiu em um funeral de caixão aberto, e a imagem do corpo devastado de seu filho foi publicada na revista Jet. As fotografias do funeral, que circularam por todo o país, provocaram uma forte reação pública e mobilizaram a comunidade negra. O julgamento de seus assassinos, Roy Bryant e J.W. Milam, resultou em absolvição por um júri exclusivamente branco, o que reforçou a percepção da tirania da supremacia branca.

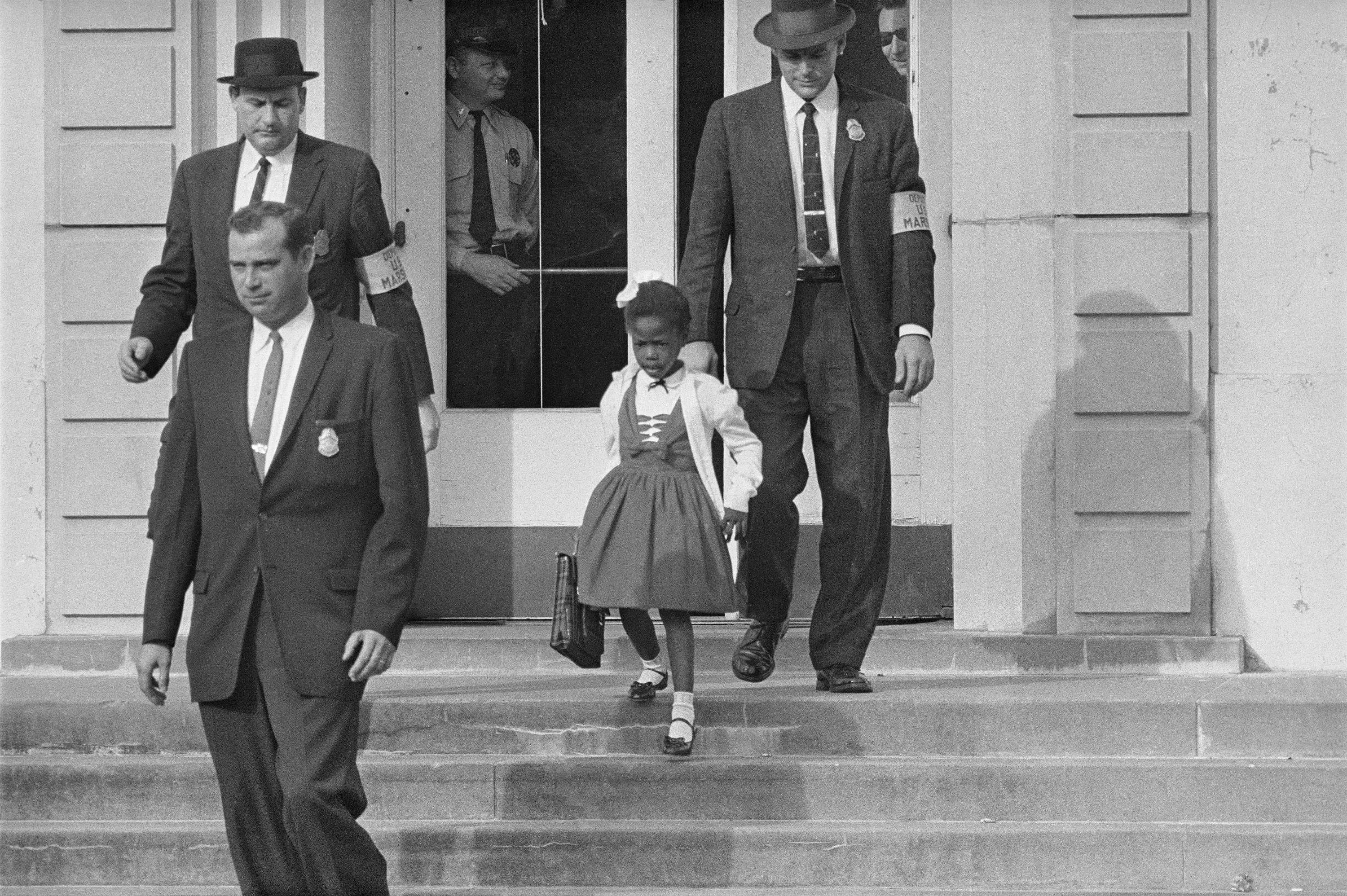
Devido a ameaças e violência contra ela, os U.S. Marshals escoltaram Ruby Bridges, de seis anos de idade, de e para a Escola Primária William Frantz, anteriormente só para brancos, em Nova Orleães, em 1960. Assim que Bridges entrou na escola, os pais brancos retiraram os seus filhos.

Como resposta ao aumento da discriminação e violência, começaram a surgir protestos não violentos. Em fevereiro de 1960, em Greensboro, Carolina do Norte, quatro estudantes afro-americanos realizaram uma manifestação em um balcão de lanches da loja Woolworth, onde lhes foi negado o serviço. Eles permaneceram sentados pacificamente enquanto eram agredidos verbalmente e fisicamente. Esses protestos ajudaram a formar o Comitê de Coordenação Não Violenta de Estudantes [en] (SNCC), e muitos outros protestos não violentos, como marchas e boicotes, se espalharam pelo Sul e além, pressionando pela dessegregação.
Em junho de 1963, Medgar Evers, ativista dos direitos civis e membro da NAACP, foi assassinado por Byron De La Beckwith, membro do Conselho de Cidadãos [en] Brancos. Nos julgamentos subsequentes, De La Beckwith foi absolvido por júris compostos exclusivamente por brancos.
O atentado à bomba na Igreja Batista da Rua 16 [en], em Birmingham, Alabama, em 15 de setembro de 1963, foi um ponto de virada no movimento pelos direitos civis. Quatro meninas negras — Carole Robertson (14 anos), Cynthia Wesley (14 anos), Denise McNair (11 anos) e Addie Mae Collins (14 anos) — foram mortas na explosão, que ocorreu enquanto elas se preparavam para o ensaio do coro. Esse ataque, ocorrido duas semanas após a Marcha por Emprego e Liberdade de Martin Luther King Jr. em Washington, teve um impacto profundo na percepção das condições dos negros nos Estados Unidos e foi um dos principais impulsionadores da aprovação da Lei dos Direitos Civis de 1964, que proibia a discriminação em locais públicos, empregos e sindicatos, e da Lei dos Direitos de Voto de 1965, que anulou as leis Jim Crow. Contudo, a implementação dessas leis só ocorreu de forma efetiva no final da década de 1960, com os líderes dos direitos civis continuando sua luta por liberdade política e social.
As leis de anti-miscigenação começaram com a Assembleia Geral de Maryland em 1691, criminalizando o  casamento inter-racial. Até o final do século XIX, 38 estados dos EUA tinham estatutos anti-miscigenação, e em 1924, a prática ainda era legal em 29 estados. Em 1958, na Virgínia, Richard e Mildred Loving foram presos por viverem como um casal inter-racial, com base na lei que criminalizava o casamento entre pessoas de raças diferentes. Essa lei foi considerada inconstitucional em 1967 pelo Supremo Tribunal dos EUA, no caso Loving v. Virginia.

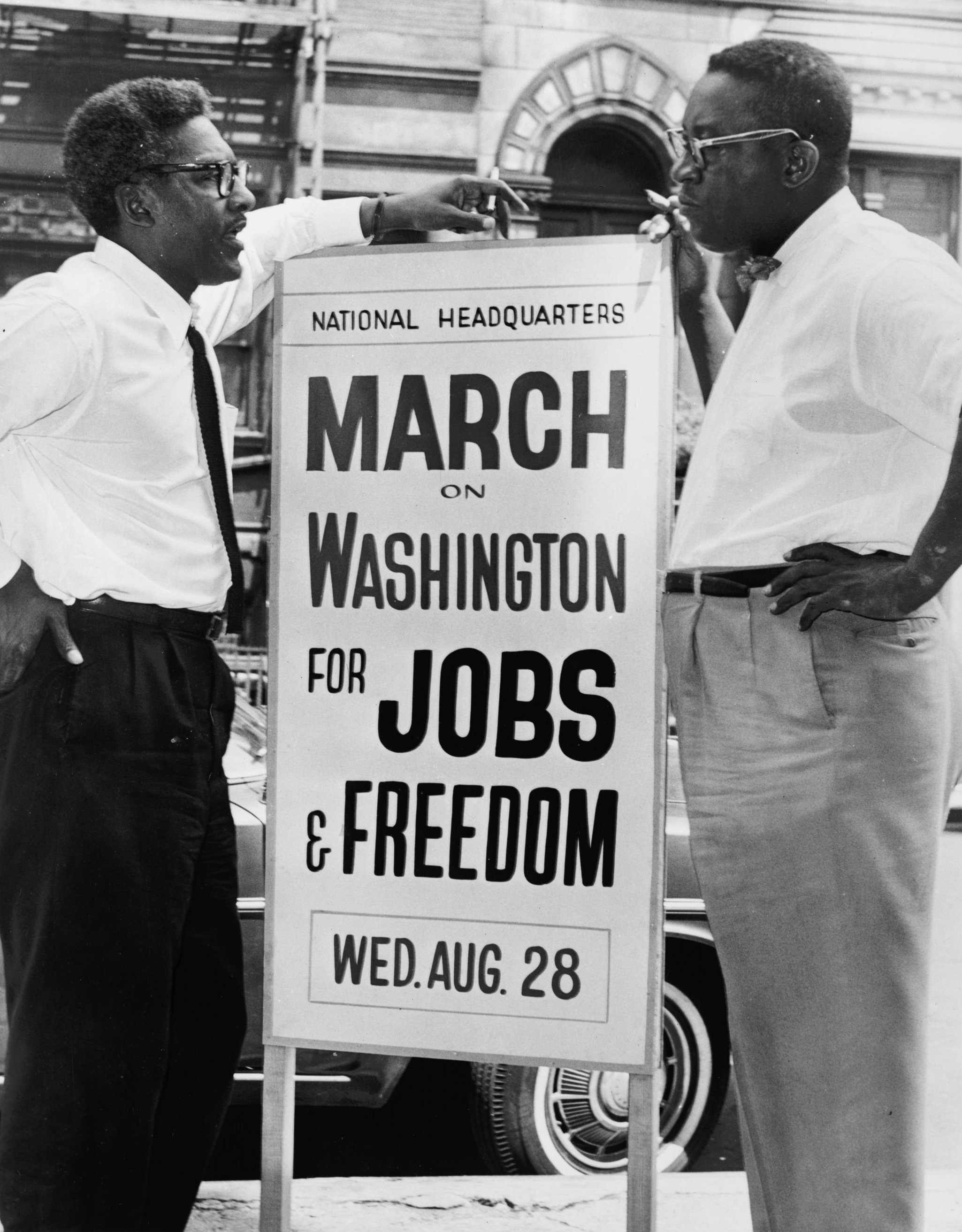
Bayard Rustin (à esquerda) e Cleveland Robinson (à direita), organizadores da Marcha, em 7 de agosto de 1963.

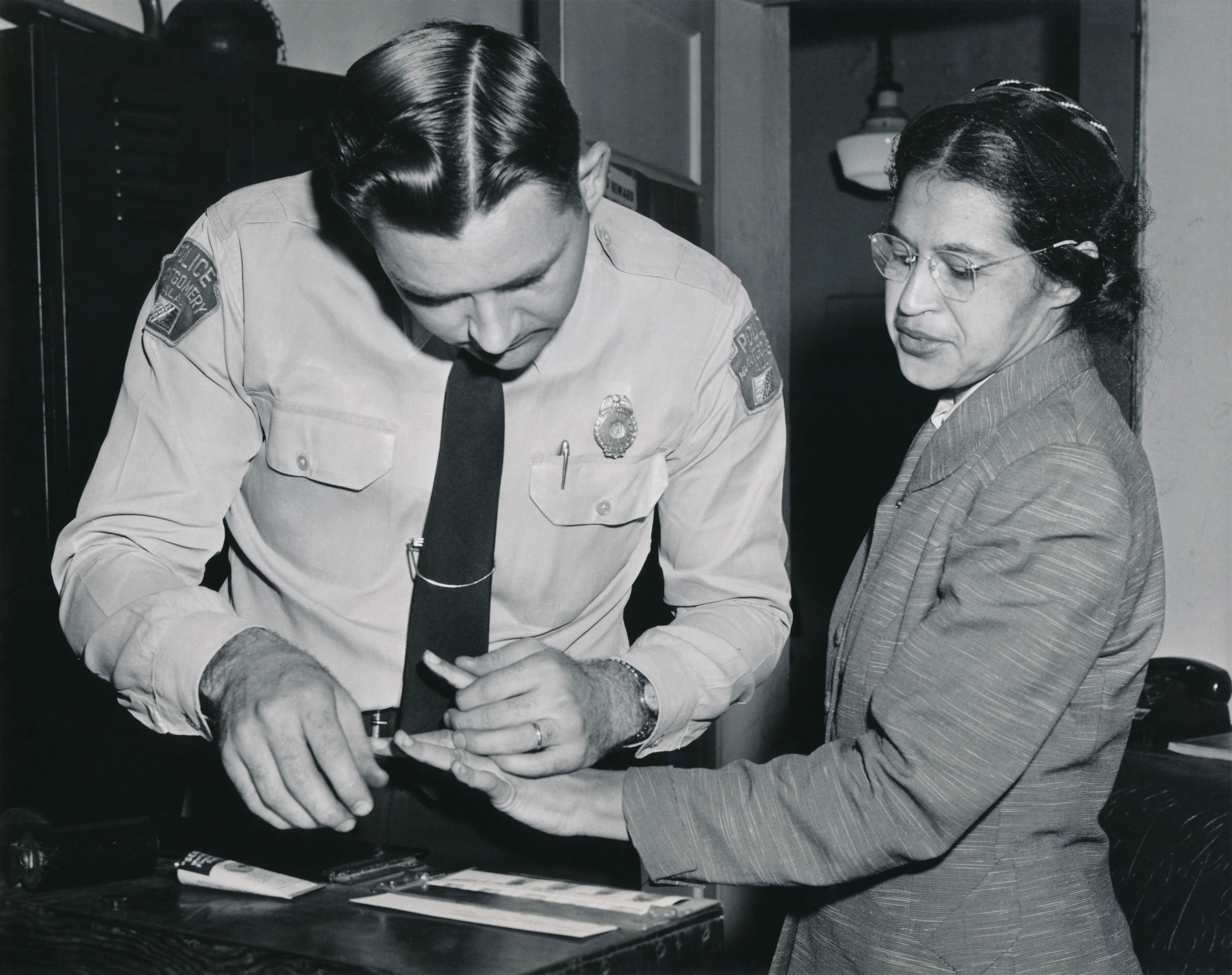
Rosa Parks recebendo suas impressões digitais após ser presa por não ceder seu assento no ônibus para que um único passageiro branco pudesse ter uma fileira inteira de assentos sem nenhum negro sentado do outro lado do corredor.

A segregação persiste até hoje, mesmo após o fim das leis Jim Crow. Dados sobre os preços das casas e as atitudes em relação à integração indicam que, em meados do século XX, a segregação era um produto das ações coletivas de brancos para excluir os negros de seus bairros. A prática do "redlining", que envolvia a negação ou aumento de custos de serviços como crédito e seguros em bairros predominantemente negros, foi intensificada pela Lei Nacional de Habitação de 1934 [en]. O "redlining" foi combatido pela Lei de Habitação Justa de 1968 [en] e, mais tarde, pela Lei de Reinvestimento Comunitário de 1977, que exigem critérios de empréstimo justos para todas as comunidades. Embora ilegal, o redlining é apontado como uma prática que ainda persiste de outras formas.
Até a década de 1940, os fabricantes brancos nos Estados Unidos ignoravam amplamente o potencial de receitas do "mercado negro", com a publicidade focada nos consumidores brancos. Mesmo figuras notáveis como o campeão olímpico Jesse Owens enfrentaram discriminação. Owens comentou sobre a falta de oportunidades para atletas negros, afirmando que, apesar de conquistar quatro medalhas de ouro, não podia “comer quatro medalhas de ouro”. Além disso, ele relatou que a publicidade e os patrocínios estavam, na época, limitados para atletas negros. Durante uma recepção em sua homenagem, Owens foi forçado a usar um elevador de carga no Waldorf Astoria, e Hattie McDaniel, a primeira atriz negra a ganhar um Oscar, não foi autorizada a assistir à estreia de E o Vento Levou na Geórgia devido à segregação racial. Seu desejo final de ser enterrada no cemitério Hollywood Forever foi negado porque o cemitério era restrito apenas a brancos.
Durante o período do movimento pelos direitos civis e do desmantelamento das leis Jim Crow, a estratégia eleitoral do Partido Republicano, conhecida como a "estratégia do Sul [en]", foi adotada para conquistar o apoio dos eleitores brancos do Sul, apelando ao racismo contra os afro-americanos. Políticos republicanos, como Richard Nixon e Barry Goldwater, contribuíram para o realinhamento político dos eleitores brancos conservadores do Sul.
Em 1971, o governador da Califórnia, Ronald Reagan, fez comentários racistas em uma conversa com o presidente Nixon, demonstrando um contexto de atitudes preconceituosas em relação aos negros e outras minorias. Essas e outras declarações de figuras políticas revelaram uma continuação de estigmas raciais, dificultando a reconquista do apoio dos eleitores negros do Sul.
Em 1973, o jogador de beisebol Hank Aaron, ao tentar superar o recorde de home runs de Babe Ruth, recebeu centenas de milhares de cartas de ódio. Aaron quebrou o recorde ao fazer seu 715º home run em 8 de abril de 1974, e, nesse mesmo ano, ele estabeleceu o recorde mundial de correspondência recebida por um cidadão privado, com mais de 900.000 cartas, incluindo uma grande quantidade de mensagens hostis.

## Dos anos 80 aos anos 2000

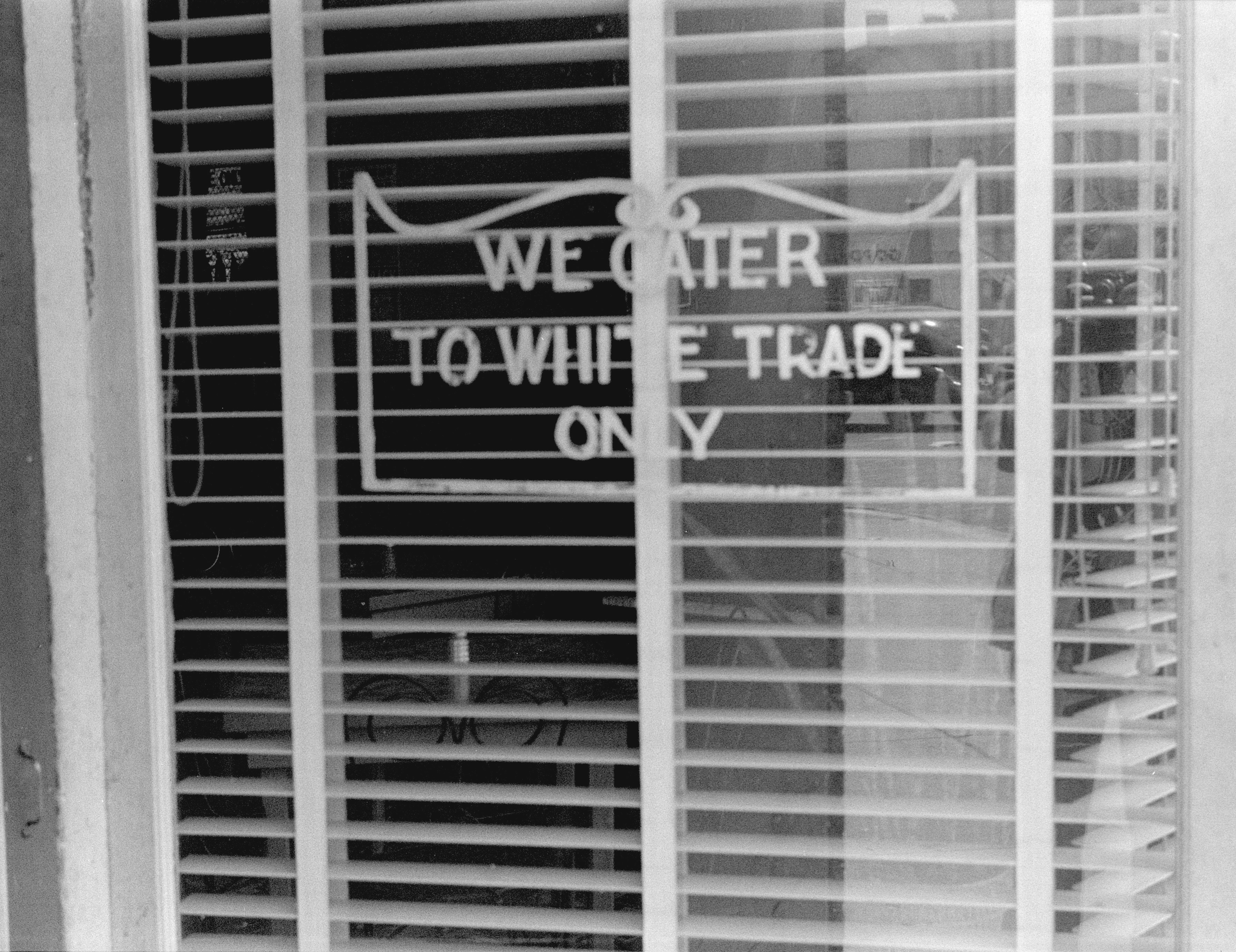
Placa “We Cater to White Trade Only” (Atendemos somente a clientes brancos) na janela de um restaurante em Lancaster, Ohio, em 1938. Em 1964, Martin Luther King Jr. foi preso e passou uma noite na cadeia por tentar comer em um restaurante exclusivo para brancos em Saint Augustine, Flórida.

Apesar dos avanços obtidos nas décadas seguintes, com o crescimento da classe média e a ampliação de empregos no setor público, a pobreza e a falta de educação entre a população negra continuaram a ser problemas persistentes, especialmente no contexto da desindustrialização. Mesmo após os ganhos decorrentes do atentado à bomba contra a Igreja Batista da Rua 16, a violência contra igrejas negras não desapareceu. Na década de 1990, 45 igrejas negras foram incendiadas no Sul dos Estados Unidos, e, em 2015, um tiroteio em massa foi cometido na histórica Igreja Mãe Emanuel, em Charleston, Carolina do Sul.
De 1981 a 1997, o Departamento de Agricultura dos Estados Unidos discriminou dezenas de milhares de agricultores negros, negando-lhes empréstimos que eram concedidos a agricultores brancos em circunstâncias semelhantes. A discriminação resultou na ação judicial Pigford v. Glickman [en], movida por membros da Associação Nacional de Agricultores Negros [en], que culminou em dois acordos de compensação: 1,06 bilhões de dólares em 1999 e 1,25 bilhões de dólares em 2009.

Vários autores, acadêmicos e historiadores apontam que a Guerra contra as Drogas teve motivações raciais e políticas. Quando a  epidemia de crack se espalhou nos Estados Unidos, na década de 1980, o Congresso aprovou a Lei contra o Abuso de Drogas de 1986 [en]. Essa lei determinava que apenas 5 gramas de crack, substância que era frequentemente associada ao consumo de afro-americanos, resultariam em uma pena obrigatória de cinco anos de prisão. Por outro lado, para a cocaína em pó, substância comum entre os americanos brancos, eram necessárias 500 gramas para que a mesma pena fosse aplicada, o que gerou críticas sobre a natureza discriminatória da legislação.

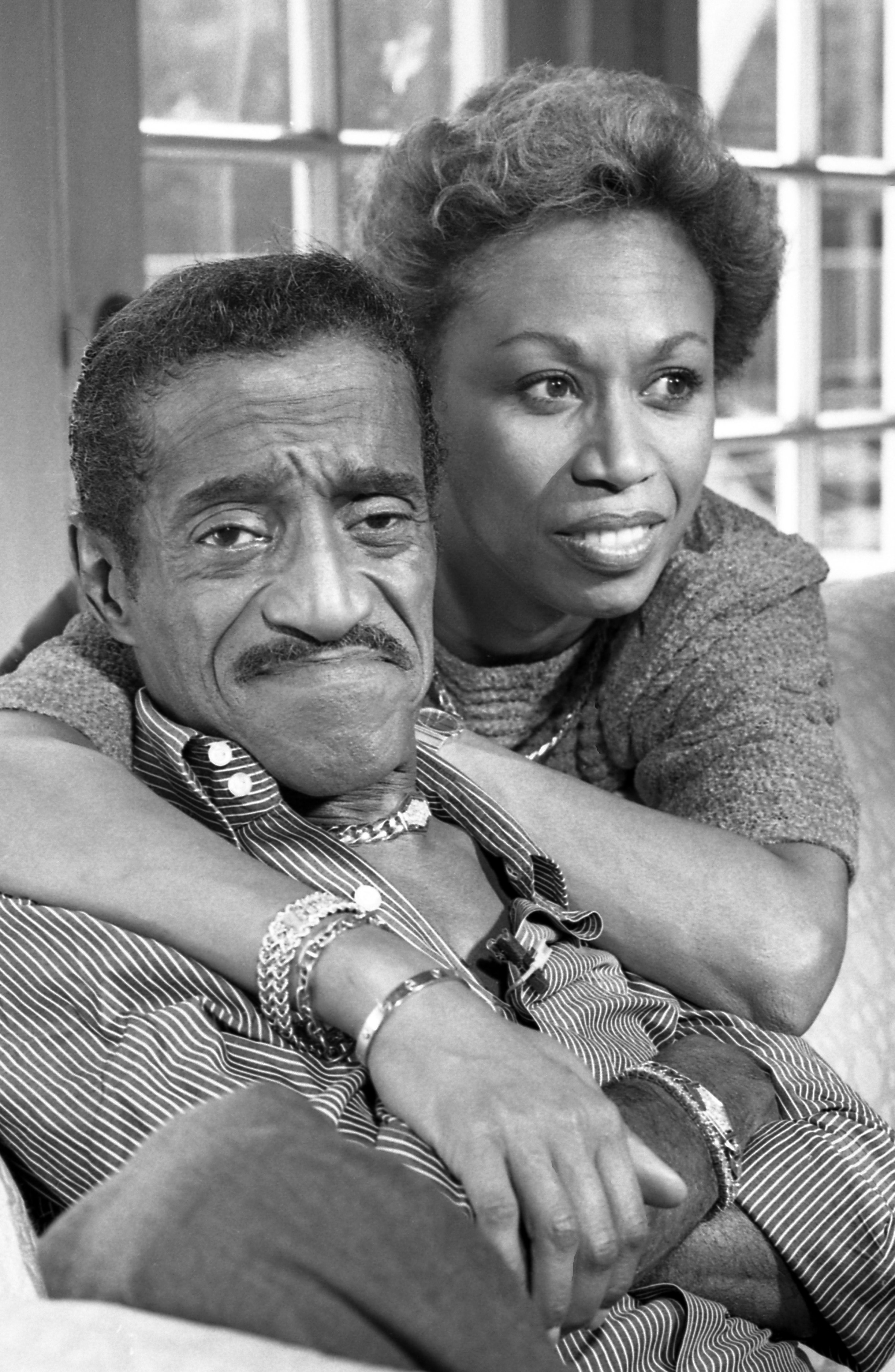
Embora a proibição do casamento inter-racial tenha terminado na Califórnia em 1948, o artista Sammy Davis Jr. enfrentou uma reação negativa por seu envolvimento com uma mulher branca em 1957.

Em 2010, a disparidade de penas de 100:1 foi reduzida para 18:1 pela Lei de Sentença Justa. Durante a década de 1980, funcionários do governo dos EUA, incluindo Oliver North, colaboraram e protegeram traficantes de drogas no contexto dos esforços para financiar os rebeldes de direita nicaraguenses Contras, apoiados pela Agência Central de Inteligência (CIA). Em 1989, o relatório do Comitê Kerry [en] revelou que o Departamento de Estado dos EUA pagou traficantes de drogas usando fundos destinados à assistência humanitária aos Contras, e que, em alguns casos, os traficantes estavam sob investigação federal. Em 1996, o jornalista Gary Webb, do San Jose Mercury News, publicou a série "Dark Alliance", na qual alegava que os Contras, apoiados pela CIA, desempenhavam um papel significativo na epidemia de crack. A série gerou indignação, especialmente entre a comunidade afro-americana, com destaque para o centro-sul de Los Angeles, onde a congressista Maxine Waters apoiou a investigação.
Nos anos 1980 e 1990, ocorreram diversos motins relacionados a tensões raciais históricas entre a polícia e as comunidades minoritárias. Os motins de Miami [en], em 1980, foram desencadeados pelo assassinato de um motorista afro-americano por quatro policiais brancos da cidade. Os policiais foram absolvidos das acusações de homicídio involuntário e de adulteração de provas. Da mesma forma, os motins de 1992 em Los Angeles, que duraram seis dias, ocorreram após a absolvição de quatro agentes brancos da polícia de Los Angeles que haviam sido filmados espancando Rodney King, um motorista afro-americano. O historiador Khalil Gibran Muhammad [en], diretor do Centro Schomburg de Pesquisa em Cultura Negra [en], no Harlem, identificou mais de 100 casos de violência racial em massa nos Estados Unidos desde 1935, observando que quase todos os incidentes foram precipitados por uma ação policial.

### Currículo
O currículo das escolas americanas também tem historicamente refletido racismo contra as populações não brancas, incluindo nativos americanos, afro-americanos, mexicanos-americanos e asiático-americanos. Especialmente no século XIX e no início do século XX, os manuais escolares e outros materiais didáticos reforçavam a ideia de inferioridade biológica e social dos negros americanos, retratando-os de forma sistemática como simplórios, irresponsáveis e, muitas vezes, colocando-os em situações de sofrimento que eram implicitamente atribuídas à sua própria culpa (e não aos efeitos da escravidão e outras formas de opressão). Os negros americanos eram frequentemente retratados como dispensáveis, e seu sofrimento, como algo comum, como evidenciado pelo poema "Ten Little Nigger Boys", que circulava como um exercício de contagem para crianças de 1875 até meados do século XX, em que as crianças morriam uma a uma.
O historiador Carter G. Woodson, no início do século XX, analisou o currículo escolar dos Estados Unidos e concluiu que ele estava completamente desprovido de qualquer menção aos méritos dos negros americanos. Em suas observações, Woodson afirmou que os estudantes americanos, incluindo os estudantes negros, saíam do sistema educacional acreditando que os negros não tinham uma história significativa e que não haviam feito nenhuma contribuição relevante para a civilização humana.

## De 2008 até à atualidade

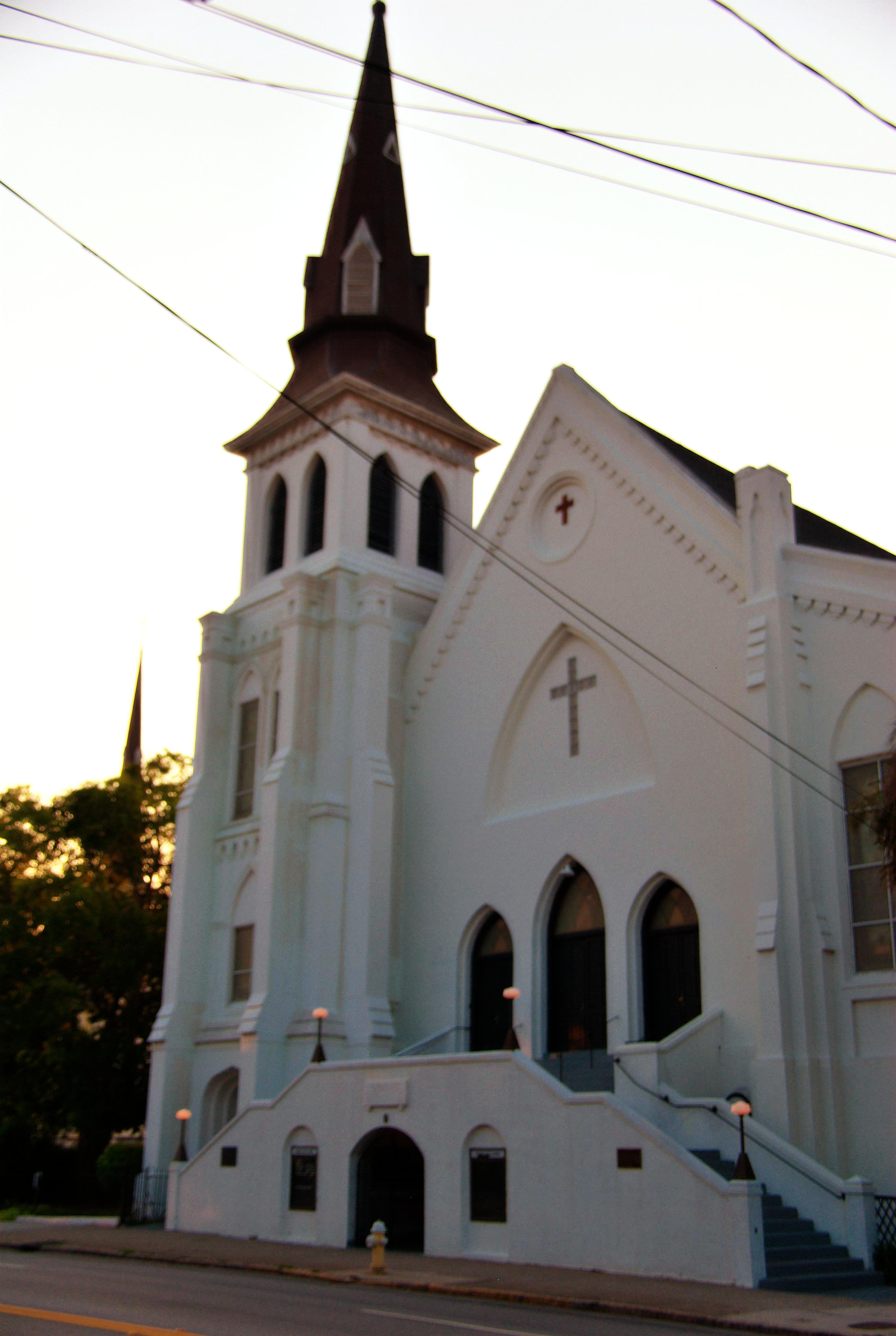
A en, onde nove fiéis negros, incluindo o pastor, foram mortos por um homem branco no tiroteio de 2015 na igreja de Charleston. A igreja foi reconstruída depois que um de seus cofundadores, en, foi suspeito de planejar uma rebelião de escravos em Charleston em 1822; 35 pessoas, incluindo Vesey, foram enforcadas e a igreja foi incendiada.

A candidatura presidencial de Barack Obama, eleito presidente dos Estados Unidos de 2009 a 2017 e o primeiro presidente negro do país, foi vista por alguns americanos como um sinal de que o país havia ingressado em uma nova era pós-racial. No entanto, a eleição de Donald Trump em 2016, que foi um dos principais defensores do movimento "birther" (que questionava o local de nascimento de Obama) e fez uma campanha com elementos de caráter racial, foi interpretada por alguns comentaristas como uma reação ao legado da presidência de Obama. Tanto antes quanto após a eleição, os discursos e ações de Trump foram amplamente considerados [en] racistas ou de conotação racial.
A partir da metade da década de 2010, os Estados Unidos experimentaram um ressurgimento de altos níveis de racismo e discriminação. Um fenômeno notável foi o crescimento do movimento direita alternativa, uma coalizão nacionalista branca que defendia a expulsão das minorias raciais e sexuais do país. Nesse período, o Departamento de Segurança Interna e o FBI passaram a identificar a violência de supremacia branca como a principal ameaça de terrorismo doméstico nos Estados Unidos [en].
Muitos americanos citaram as eleições presidenciais de 2008 como um avanço nas relações raciais, destacando o papel significativo dos eleitores brancos na eleição de Obama, que obteve 43% dos votos brancos, superando a marca de 41% do anterior candidato democrata, John Kerry. No entanto, as divisões raciais ainda se faziam presentes. Durante as primárias, a maioria dos eleitores negros apoiou Obama, e uma pesquisa da MSNBC revelou que a raça era um fator determinante na percepção sobre a qualificação dos candidatos. Por exemplo, na Carolina do Sul, os eleitores brancos tendiam a escolher Hillary Clinton, enquanto os eleitores negros davam preferência a Obama por margens expressivas.
Em 2013, o sociólogo Russ Long observou que o racismo moderno se manifestava de forma mais sutil, associando características específicas a determinadas raças. O estudo de Katz e Braly, de 1993, indicou que tanto negros quanto brancos compartilham estereótipos negativos em relação uns aos outros, o que pode prejudicar a comunicação inter-racial. A forma como os estereótipos são formados depende de vários fatores, incluindo a idade e o contexto. Um estudo de 2014 concluiu que 89% das mulheres negras nos filmes eram retratadas usando palavrões e exibindo comportamentos ofensivos, enquanto apenas 17% das mulheres brancas eram representadas dessa forma.
Em 2012, o caso de  Trayvon Martin, um adolescente de 17 anos morto a tiros por  George Zimmerman em Sanford, Flórida, gerou indignação nacional. Zimmerman, um voluntário de vigilância da vizinhança, alegou ter agido em legítima defesa após uma altercação com Martin, mas não foi inicialmente acusado de homicídio, o que gerou protestos em todo o país. Esse caso foi um dos catalisadores do movimento Vidas Negras Importam.
Em 2014, o tiroteio policial de Michael Brown em Ferguson, Missouri, desencadeou uma onda de protestos. Ao longo dos anos seguintes, diversos casos de tiroteios de afro-americanos por policiais, muitos dos quais documentados em vídeos, destacaram a questão da brutalidade policial. Entre 15 mortes de afro-americanos em tiroteios policiais de grande visibilidade, apenas um policial foi condenado. Em resposta, o Departamento de Justiça dos EUA criou o Centro Nacional para a Construção de Confiança Comunitária e Justiça em 2014, que se dedica a coletar dados sobre perfis raciais e promover mudanças no sistema de justiça criminal.

Em agosto de 2017, o Comitê da ONU para a Eliminação da Discriminação Racial emitiu um alerta aos Estados Unidos, pedindo aos seus líderes que condenassem inequivocamente o discurso e os crimes racistas, após a violência em Charlottesville, Virgínia, durante uma manifestação organizada por supremacistas brancos e outros grupos de extrema direita.

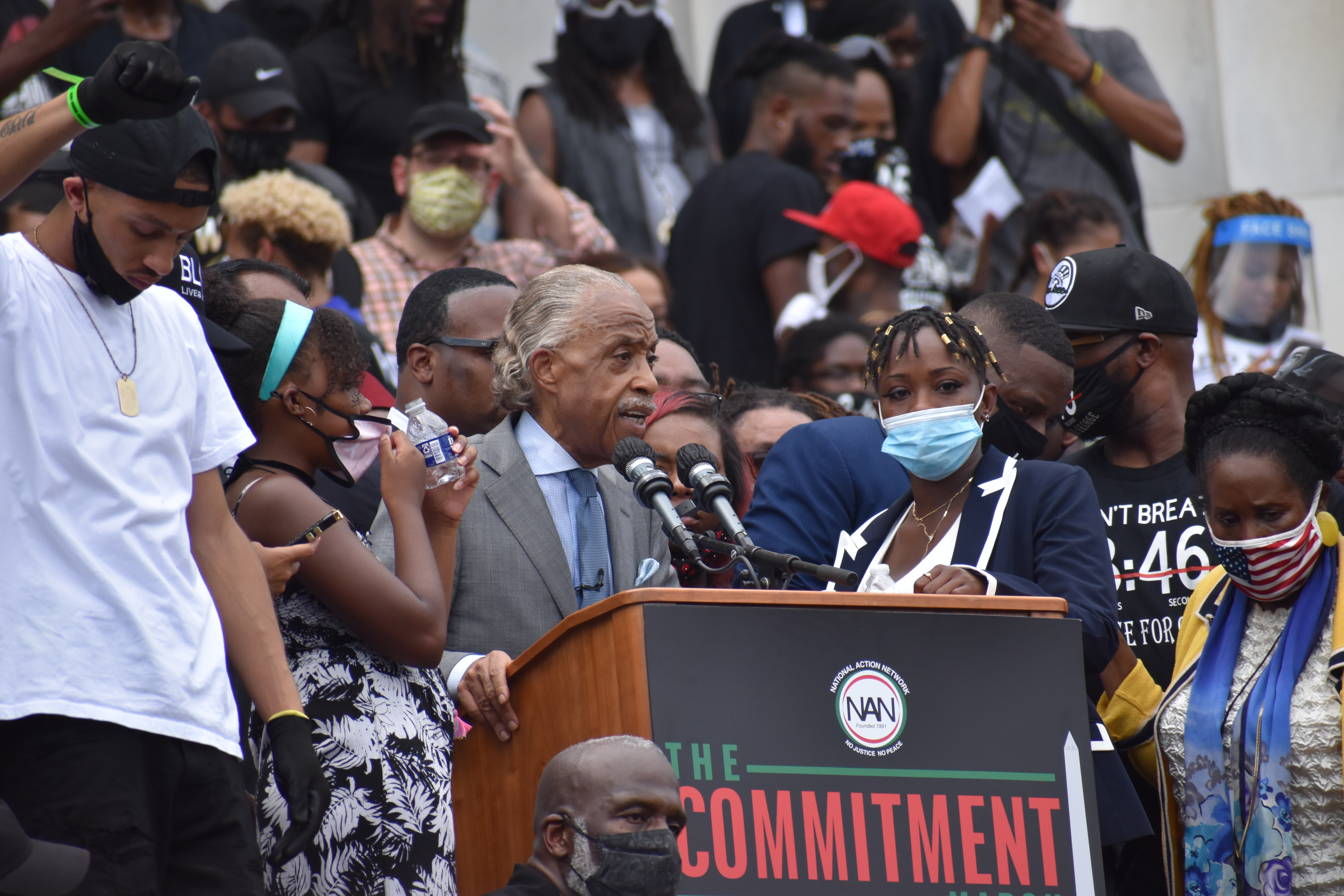
O reverendo Al Sharpton discursando na en em agosto de 2020.

Em 17 de junho de 2015, um homem branco matou nove pessoas durante um estudo bíblico na Igreja Episcopal Metodista Africana Emanuel, em Charleston, Carolina do Sul. As vítimas eram todas afro-americanas, incluindo o pastor e senador Clementa C. Pinckney. O autor do crime admitiu que o atentado visava incitar uma guerra racial.
Nos últimos anos, os casos de mulheres brancas que chamam a polícia contra pessoas negras se tornaram mais públicos. Em 2020, um artigo no The New York Times destacou como, historicamente, as mulheres brancas têm usado as instituições controladas por homens brancos para exercer poder sobre negros. Um exemplo notório ocorreu em maio de 2020, quando uma mulher branca chamou a polícia para um homem negro que estava observando pássaros no Central Park, em Nova York, após ele lhe pedir para colocar seu cachorro na coleira. O incidente foi amplamente divulgado após ser filmado. Outros casos semelhantes ocorreram em cidades como São Francisco, Oakland e St. Louis, onde mulheres brancas denunciaram pessoas negras por motivos triviais.
Em 25 de maio de 2020, o assassinato de George Floyd, um homem negro de 46 anos, por Derek Chauvin, um policial branco de Minneapolis, gerou protestos em todo o mundo. Chauvin foi filmado pressionando o joelho no pescoço de Floyd por quase nove minutos. Os outros três policiais presentes também foram acusados de cumplicidade. O caso de Floyd foi um marco no movimento por justiça racial nos Estados Unidos.
Em 2022, Payton S. Gendron, um atirador branco de Nova York, matou 10 pessoas negras em um tiroteio em Buffalo. Ele acreditava que os americanos brancos estavam sendo substituídos por negros. Em 2023, outro tiroteio em Jacksonville, Flórida, vitimou três pessoas negras, e o atacante, também branco, tinha uma suástica pintada em uma das armas.
Esses eventos refletem a persistência do racismo sistêmico e das tensões raciais nos Estados Unidos, demonstrando a contínua luta por igualdade e justiça social.

## Leituras adicionais
- Bell, Derrick (1992). Faces at the bottom of the well : the permanence of racism [Rostos no fundo do poço: a permanência do racismo] (em inglês). [S.l.]: BasicBooks. ISBN 978-0465068173
- Kendi, Ibram X. (2016). Stamped from the Beginning: The Definitive History of Racist Ideas in America [Marcado desde o início: A História Definitiva das Ideias Racistas na América] (em inglês). [S.l.]: Nation Books. ISBN 978-1568584645
- Raffel, Jeffrey (1998). Historical Dictionary of School Segregation and Desegregation [Dicionário histórico da segregação e dessegregação escolar] (em inglês). [S.l.]: Greenwood. ISBN 9780313007736